# Judería

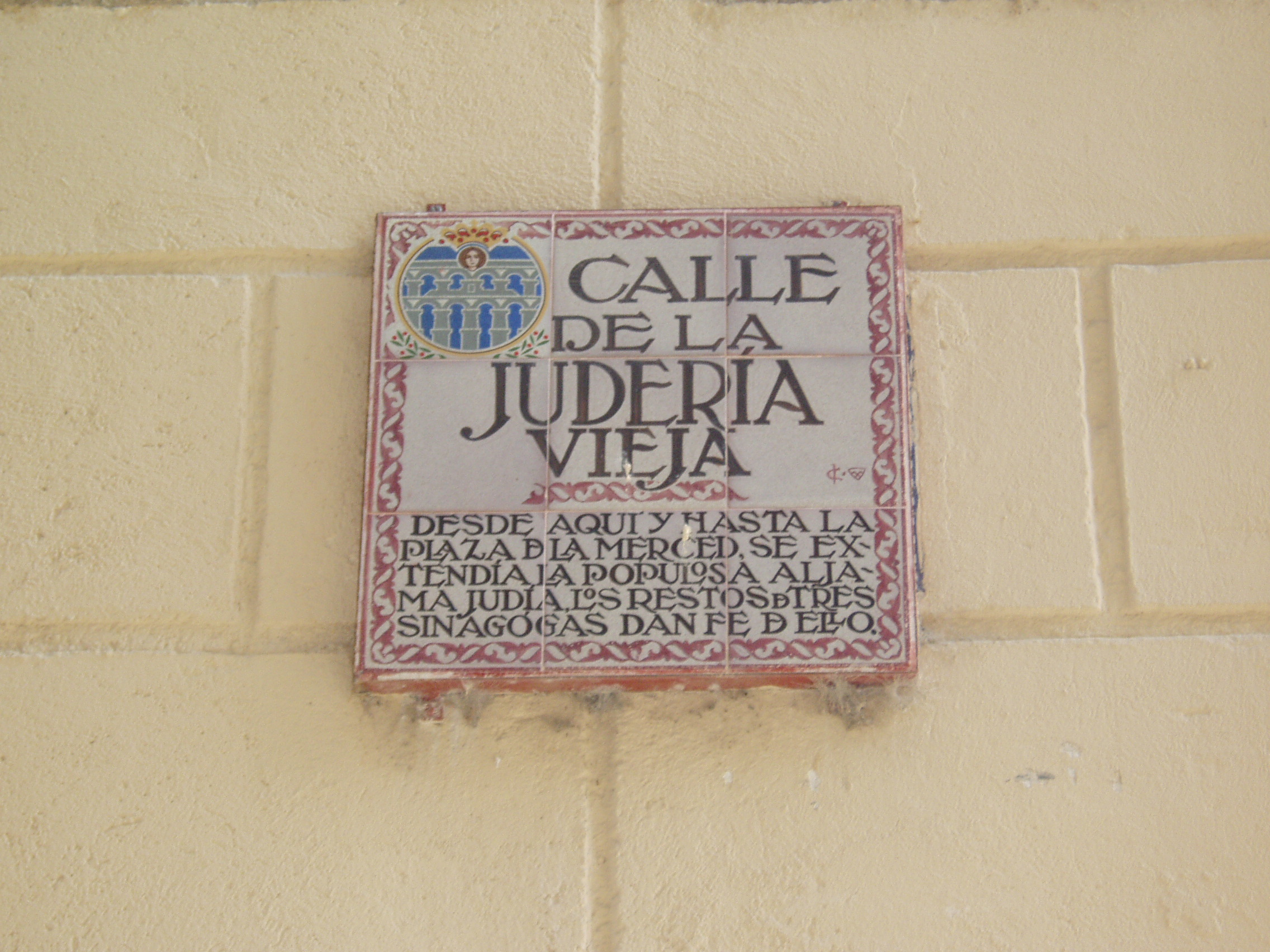
Calle de la Judería Vieja de Segovia.

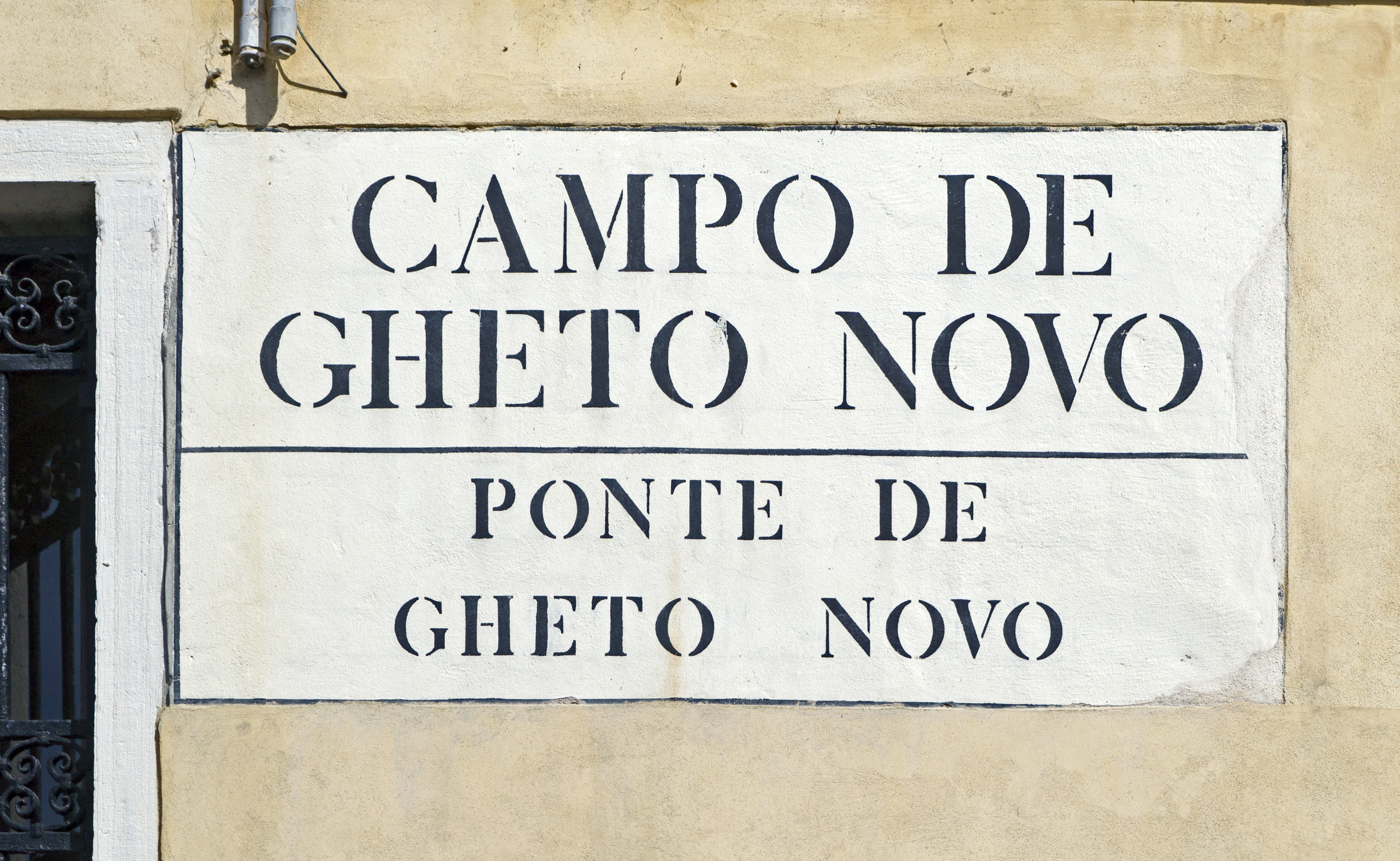
Campo ("plaza") de Gheto Novo, en Venecia.

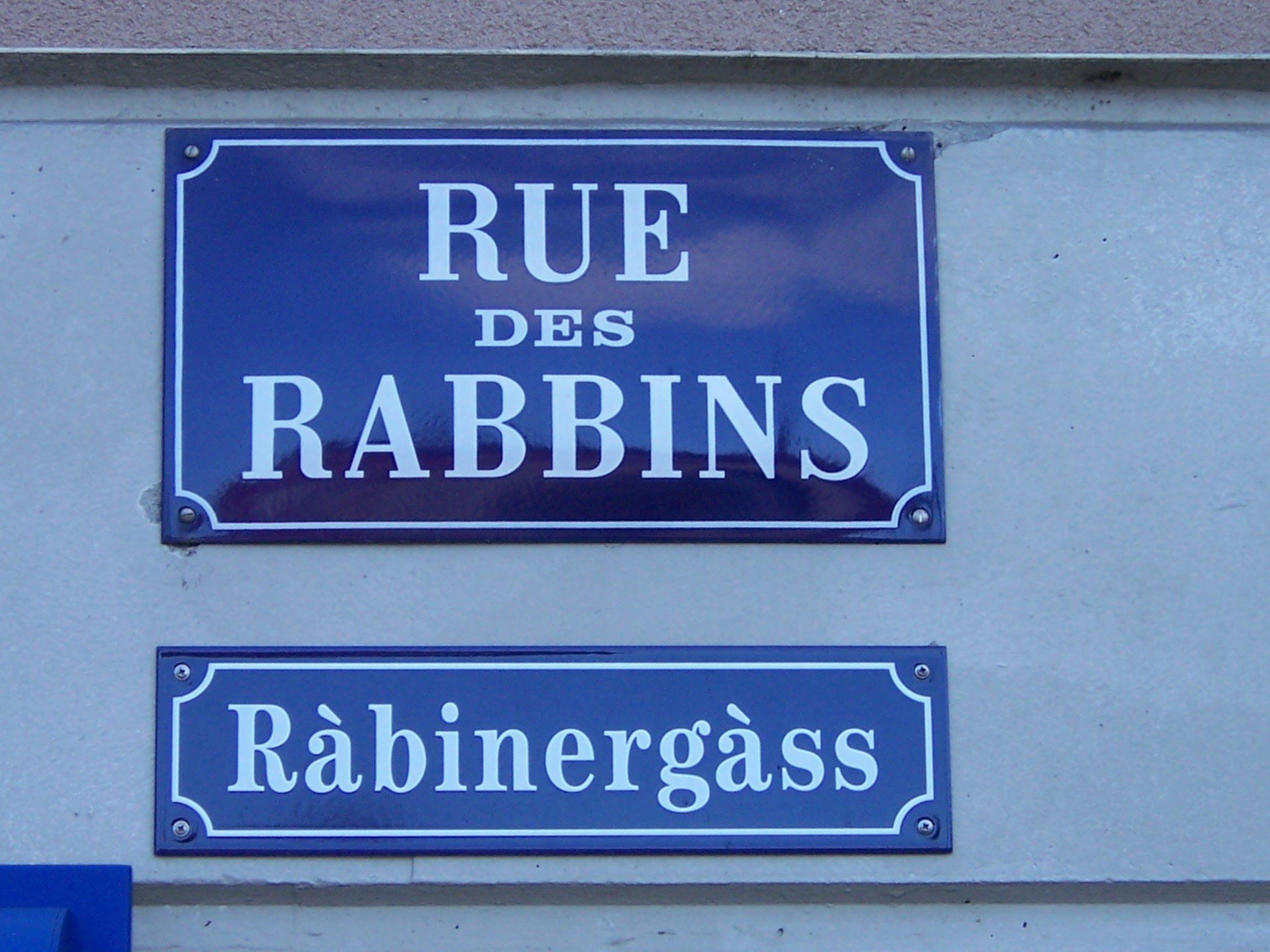
Calle de los Rabinos en Mulhouse.

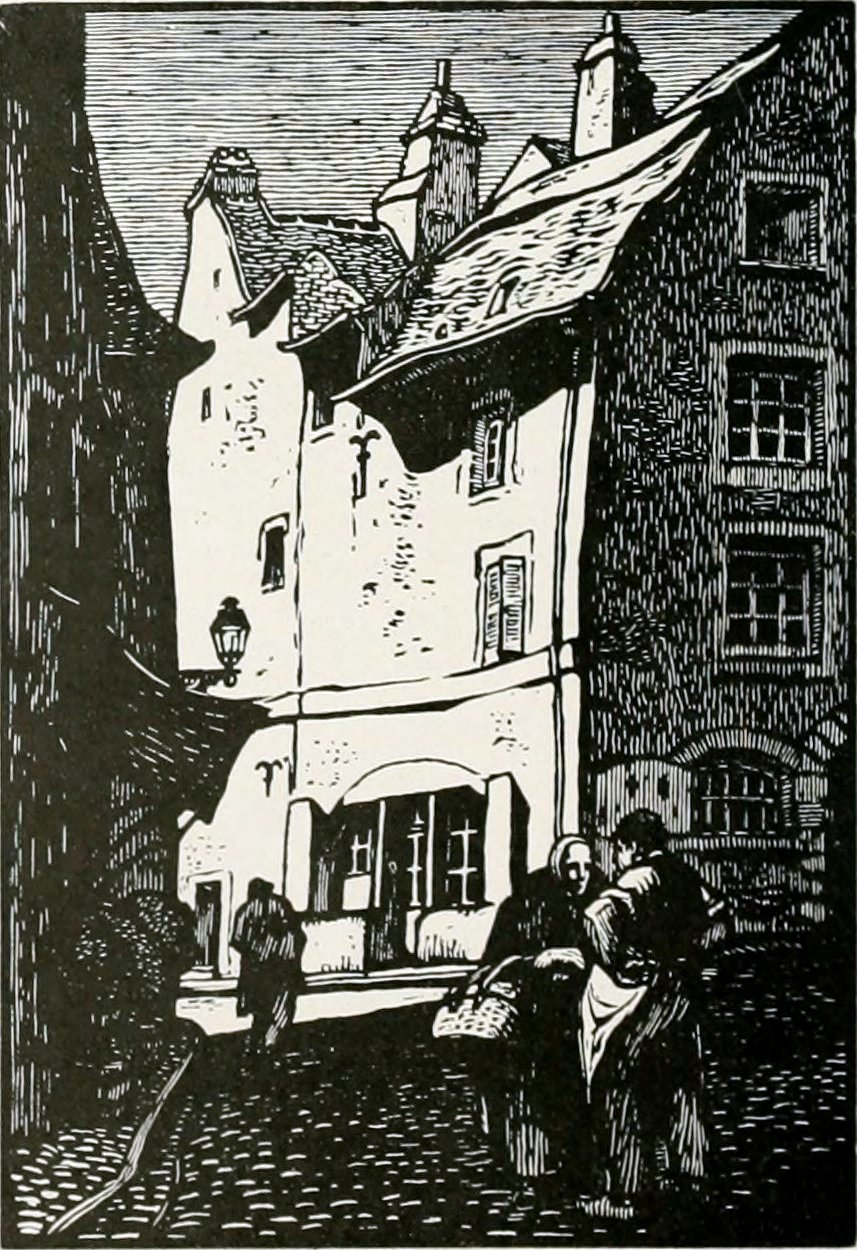
Calle de los Judíos en Nevers.

Judería es la denominación tradicional del barrio judío o de la parte de una ciudad en la que se concentraban las viviendas de los judíos. En algunos casos estaba determinada por ley como lugar exclusivo de residencia de los miembros de esa comunidad. Por extensión, este término se aplica a cualquier zona habitada notoriamente por familias de cultura judía.
Las juderías surgieron en la Edad Media como resultado de una concepción de la sociedad segregada en entidades étnico-religiosas, y de las sucesivas coyunturas históricas de mayor o menor tolerancia religiosa o de persecución (pogromos). La segregación espacial respondía tanto a la discriminación practicada por las comunidades mayoritarias (de religión cristiana o musulmana) como al deseo por parte de las comunidades judías de mantener su identidad [cita requerida].
Tras 1096 se obligó a los judíos de Praga a concentrarse en un barrio amurallado, como consecuencia de la matanza de judíos a manos de los cruzados que se dirigían a la Primera Cruzada. La peste de 1348 incrementó los ataques antijudíos por toda Europa (Narbona, Carcasona, Saboya, Basilea) y con ellos las medidas de segregación.
Tanto en la España musulmana como en los reinos cristianos peninsulares los judíos españoles se establecieron en comunidades diferenciadas, que tenían personalidad jurídica y fiscal propia (aljamas), estuvieran o no separadas espacialmente. En Cataluña y Mallorca se llamaron calls. Tras las revueltas antijudías de 1391, las conversiones masivas originaron la aparición de la comunidad judeoconversa o de cristianos nuevos, que no dejaron de ser discriminados tanto social como legalmente. Con el objeto de limitar el contacto entre conversos y judíos se incrementaron las medidas de aislamiento de los judíos, y las Cortes de Toledo de 1480 decretaron el apartamiento de los judíos en juderías; que se mantuvieron hasta el decreto de expulsión de 1492. Su dispersión produjo la fundación de comunidades sefardíes en numerosas ciudades de Europa y el Mediterráneo.
El papa Pablo IV creó la primera judería legal en Roma en el año 1555. Juderías similares fueron creadas en la mayoría de los países de Europa durante los tres siglos siguientes. Solían estar rodeadas por murallas y sus puertas se cerraban al anochecer. En muchos casos los judíos estaban obligados a llevar un identificativo cuando salían fuera de su recinto. La abolición de este sistema se produjo a raíz de la Revolución Francesa y de los movimientos liberales del siglo XIX. En 1870 la judería de Roma, la última legal que quedaba en Europa, fue abolida por Víctor Manuel II, rey de Italia. Durante la Segunda Guerra Mundial en Alemania y en los países ocupados por los nazis tuvo lugar la persecución de las comunidades judías de Europa y su posterior segregación y aislamiento espacial en numerosos guetos (denominación derivada de la palabra italiana ghetto; empleada originalmente en referencia a la judería de Venecia, en 1516).

## Barrios judíos en Próximo Oriente
Los judíos dejaron de ser la población mayoritaria en las ciudades del antiguo Israel con la llamada diáspora judía; aunque a tanto en la Antigüedad Tardía como en la Edad Media hay testimonio de la presencia de judíos en Jerusalén, así como en otras ciudades de toda la región del Próximo Oriente.
Con la fundación del actual estado de Israel en 1948 y las guerras árabe-israelíes, y particularmente por la masiva emigración judía y el desplazamiento de la población palestina; la mayor parte de las ciudades israelíes se han transformado en mayoritariamente judías, aunque se mantiene una población palestino-israelí de demografía creciente. La ocupación israelí de Jerusalén Oriental ha propiciado el incremento de la presenca judía en distintos barrios periféricos de esa ciudad, mientras que su centro histórico (la Ciudad Vieja de Jerusalén) permanece dividido en sectores étnico-´religiosos, uno de los cuales es el barrio judío de Jerusalén. En las zonas ocupadas se establecieron los asentamientos judíos de Palestina, que funcionan como reductos totalmente aislados de las poblaciones palestinas circundantes. A partir de 2002 se comenzó a levantar el llamado muro de Cisjordania.
La mayor parte de las comunidades judías en los países del Próximo Oriente se vieron forzados a emigrar a Israel o a otros países como consecuencia del gran deterioro de la convivencia entre árabes e israelíes.
En el centro de Beirut el barrio judío es Wadi Abu Jamil (también llamado Wadi al-Yahoud "valle de los judíos"), muy afectado por la Guerra del Líbano de 1982.

Mapa del barrio judío de Jerusalén.
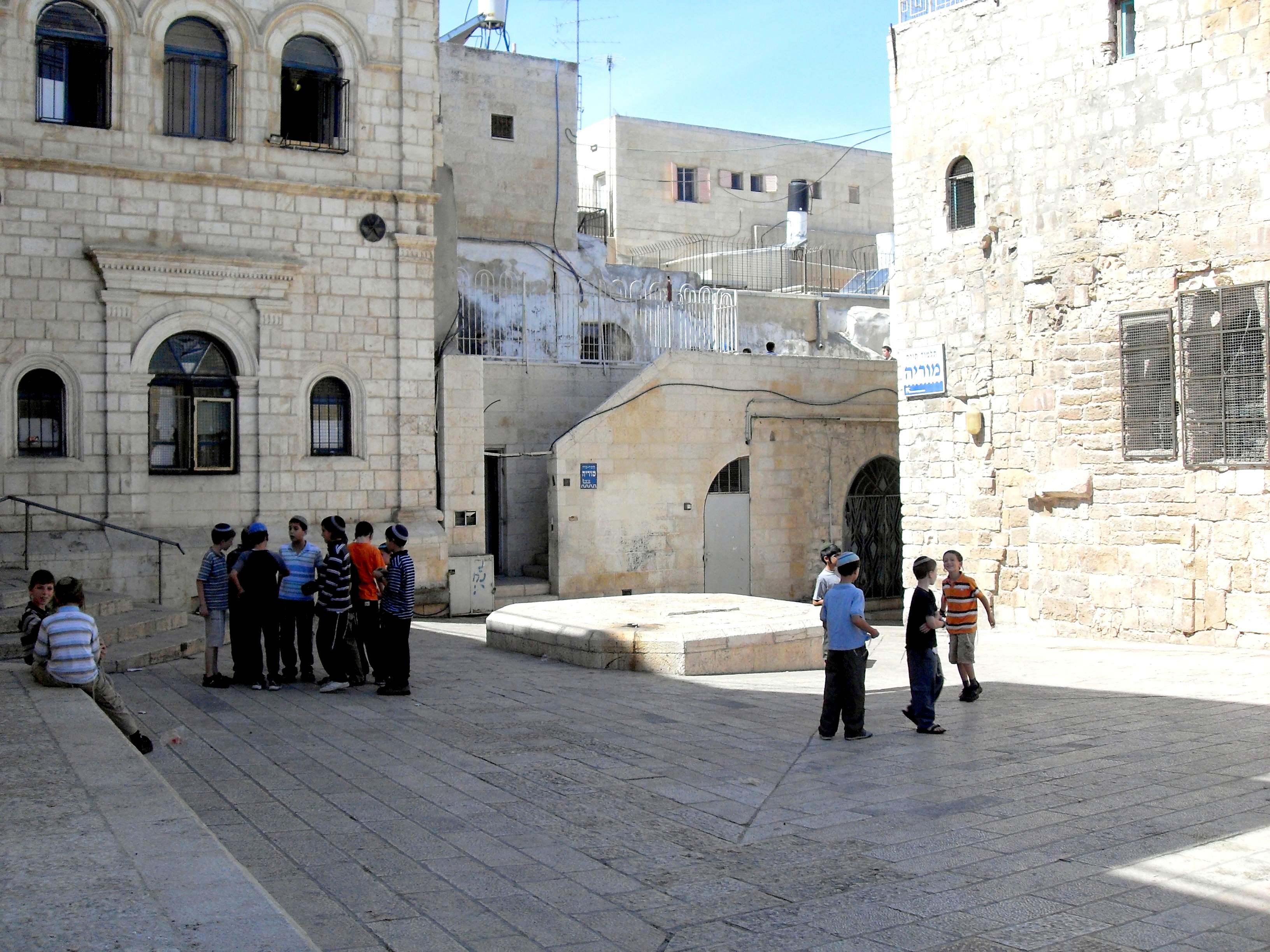
Escena callejera en el barrio judío de Jerusalén.

## Juderías, judiarias y calles en España y Portugal

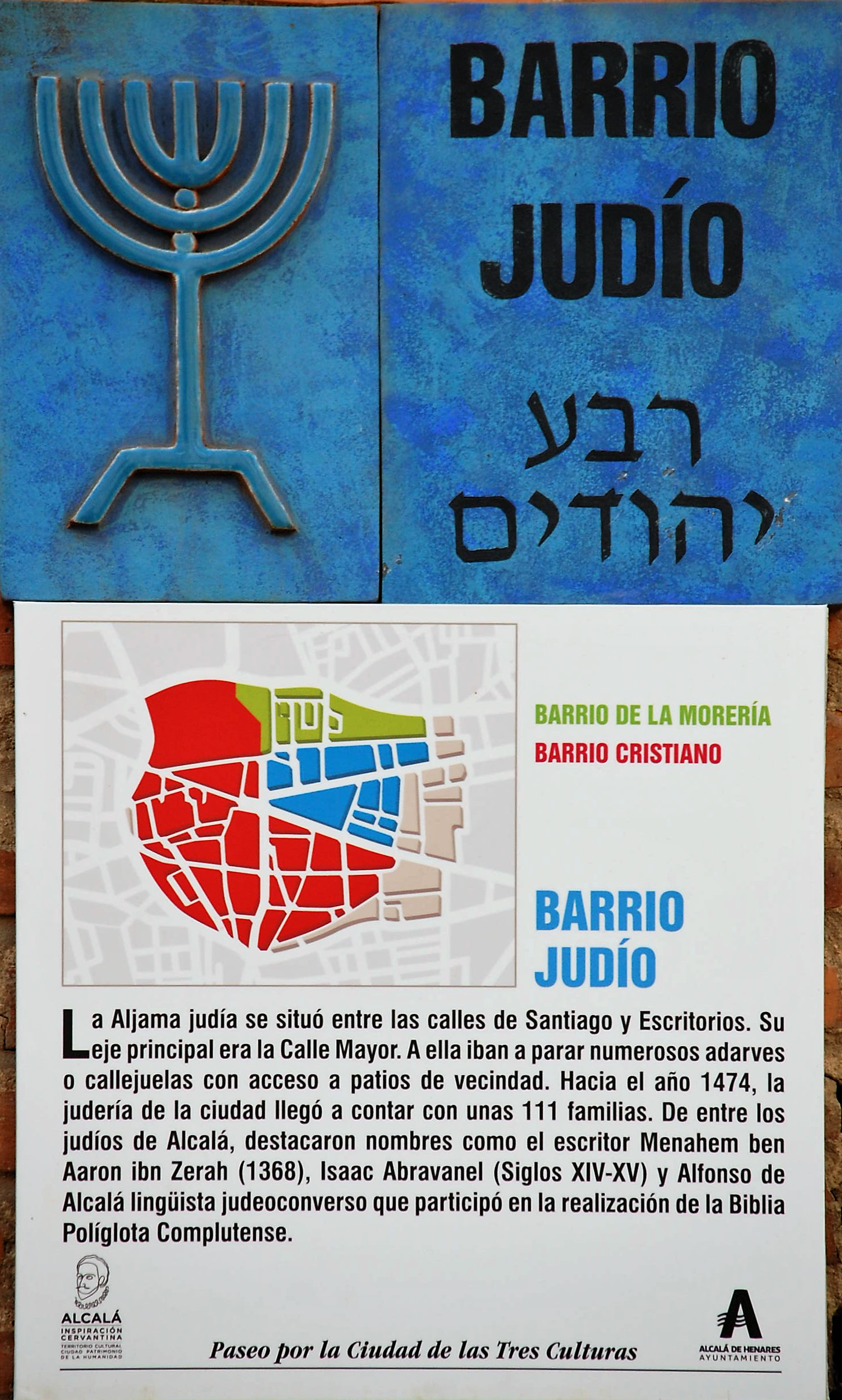
Cerámica indicativa de la antigua aljama en Alcalá de Henares.

La presencia de judíos en España se testimonia desde época romana y visigoda, aunque no consta que vivieran en barrios separados. Surgieron con el crecimiento de las ciudades musulmanas de al-Ándalus, que se estructuraron espacialmente con criterios étnico-religiosos (una medina árabe-musulmana -en torno a la alcazaba y la mezquita- y arrabales de distinta composición, particularmente de mozárabes -es decir, cristianos sometidos- y judíos). A partir del siglo XI, y especialmente en las épocas almorávide y almohade, se intensificó la intolerancia hacia los no musulmanes, y comunidades judías completas emigraron a los reinos cristianos del norte y al norte de África.
La consolidación o creación de juderías en las ciudades cristianas fue realizándose esporádicamente a lo largo de la Edad Media, habitualmente al reordenar los espacios urbanos tras las sucesivas reconquistas y repoblaciones (los espacios centrales pasan a ser cristianos, relegándose a los mudéjares (es decir, musulmanes sometidos) a alguno de los arrabales (que pasaba a llamarse morería), mientras que los judíos confirmaban o reubicaban su localización (denominándose judería, aljama, judiaira o call, según el uso de cada zona). Alfonso X el Sabio dispuso para la recién conquistada Murcia (1266): 

que ningún judío... more entre christianos, mas que ayan su judería apartada a la puerta de Orihuela, en aquel lugar que los partidores les dieron por nuestro mandado.

Las medidas antijudías cobran fuerza a partir del Sínodo de Zamora de 1313. Entre las disposiciones sobre judíos de las Cortes de Valladolid de 1351 se indica la conveniencia de que vivan en barrios apartados, tal como ya se hacía en algunos lugares, de forma acordada entre las aljamas judías y las autoridades eclesiásticas.
En 1412, el rey Fernando I de Aragón mandó que 

todos los dichos judíos y judías vivan apartados de los christianos e christianas en un çirculo apartado de la çibdat o villa o lugar donde fueren vezinos e que sean çerradas las calles e las puertas en derredor, de guisa que todas las puertas salgan del dicho çirculo e que en el dicho çirculo moren los dichos judíos e judías e no en otro lugar, el qual dicho lugar e çirculo les deve ser apartado por dos omes buenos discretos de cada çibdad o villa o lugar que yo les nombrare.

 Utilizando este ejemplo, se realizaron también apartamientos en Castilla.
Los Reyes Católicos, en el contexto de la Guerra de Sucesión Castellana (1475-1479, una guerra civil con fuerte conflictividad social, manifestada en las revueltas anticonversas), habían ordenado establecer una judería obligatoria en Soria en 1477 para evitar los dapños que por causa de bevir e morar e estar los judíos entre los christianos se seguían, hordenamos e mandamos que de aquí adelante los judíos non bibiesen nin morasen entre los christianos.
Tres años después, en las Cortes de Toledo de 1480, los mismos reyes ordenaron el establecimiento general de juderías separadas: 

Ordenamos e mandamos que todos los judíos e moros de todas e cualesquier cibdades e villas e lugares de nuestros reinos tengan sus morerías e juderías destintas e apartadas sobre sí e no moren a vueltas con los christianos, ni ayan barrios con ellos, lo cual mandamos que se faga e cumpla dentro de los dos annos primeros siguientes. Se preveía incluso que puedan vender o derrocar las synagogas que dexaren... e edificar otras de nuevo. Aunque la ley no se cumplió en todos los casos (por ejemplo, en Uclés), pasó a formar parte del corpus legislativo, y se recogió en el Ordenamiento de Montalvo de 1484 (Libro VII, título III De judíos e moros, Ley X Que se faga apartamiento de judíos e moros).

En algún caso, destacadamente en Valencia, no había judería porque se había producido previamente su supresión, lo que hacía que los contactos que se pretendían evitar eran los que se establecieran entre los judíos de Murviedro (Morvedre-Sagunto) y los conversos de Valencia. Tampoco la había en Bilbao, donde tenían prohibido dormir los judíos que entraran a comerciar, y habían de hacerlo en los caseríos de los alrededores.
De las trescientas juderías que había en total, solamente se tiene constancia de que se efectuó el apartamiento previsto en unas treinta, pero eran las más importantes de la Corona de Castilla (a la que afectaba la ley), entre ellas Sevilla, Badajoz, Córdoba, Murcia, Lorca, Toledo, Ciudad Real, Talavera, Guadalajara, Corral de Almagro, Logroño, Cornago (quizá también en la de Haro), Vitoria, Valmaseda, Soria, Segovia, Burgos, Valladolid, Medina del Campo, Olmedo, León, Ponferrada (posiblemente también en las de Ávila y Salamanca), etc.

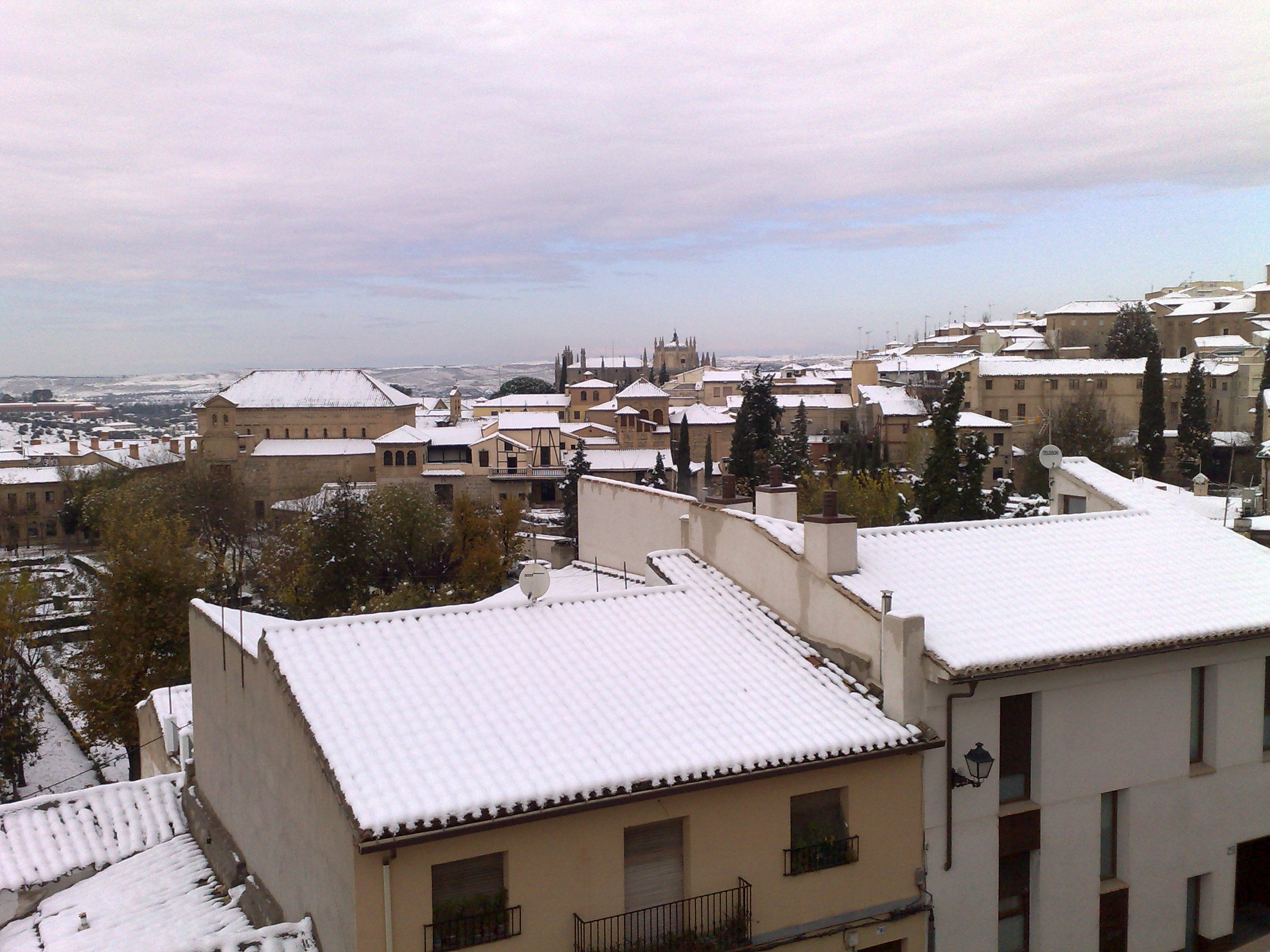
Barrio de San Juan de los Reyes, con la Casa de El Greco, en la antigua judería de Toledo.
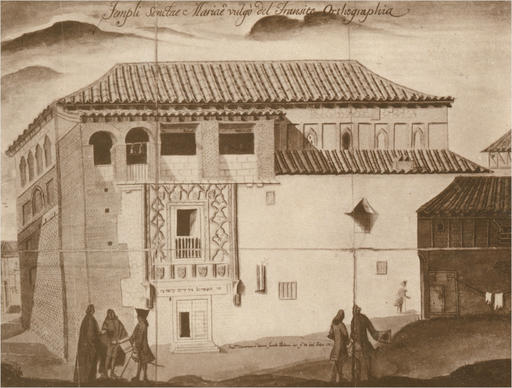
Exterior de la antigua Sinagoga del Tránsito (Toledo) en el siglo XVIII.
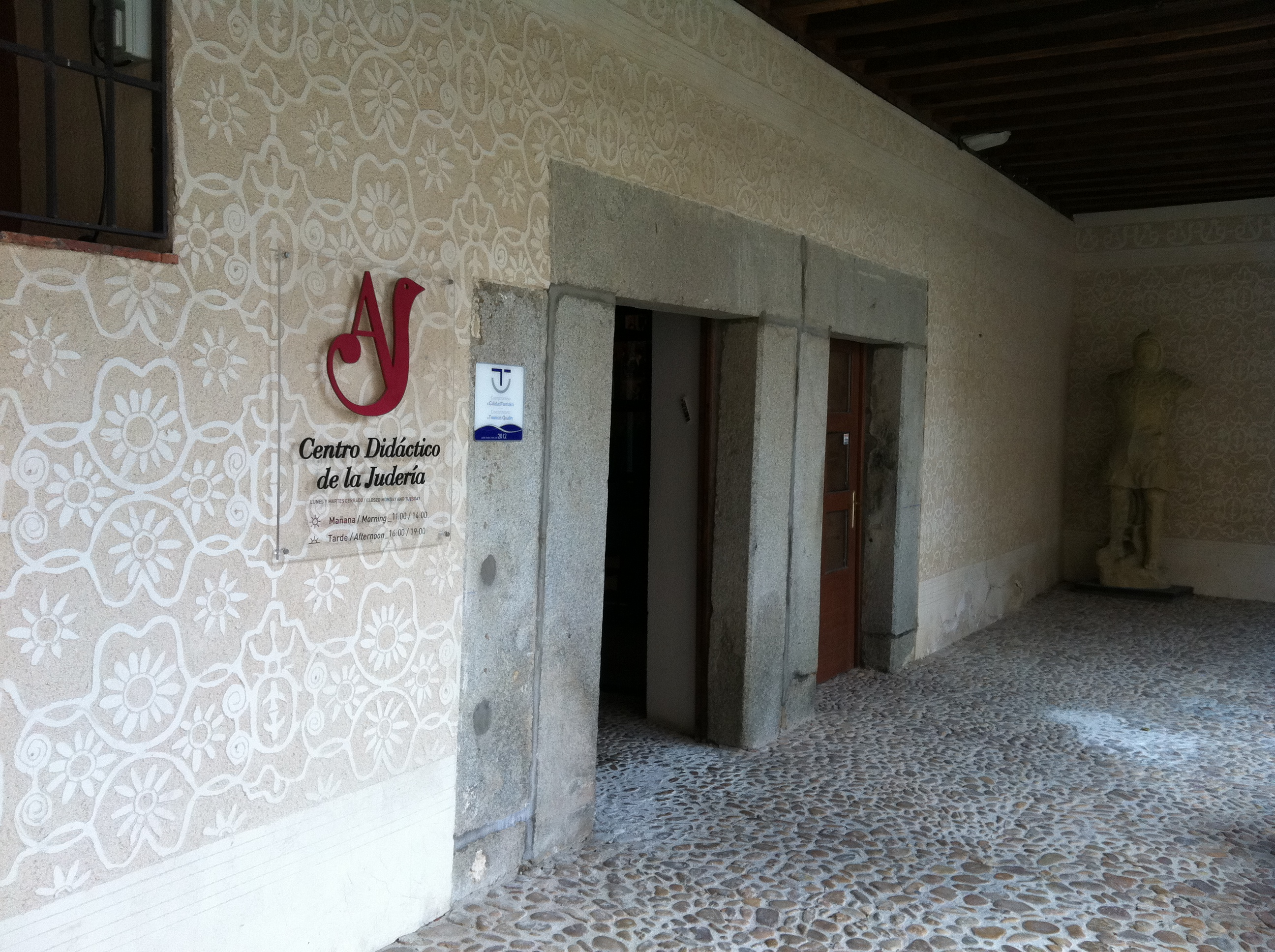
Centro Didáctico de la Judería de Segovia.
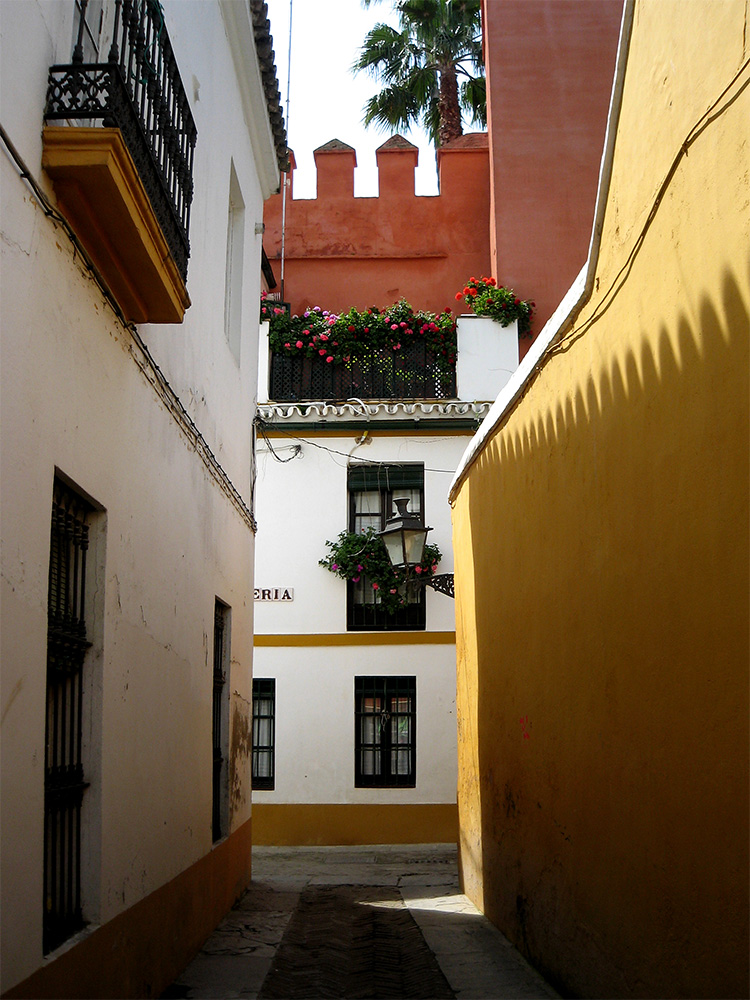
Barrio de Santa Cruz, anterior Judería de Sevilla.
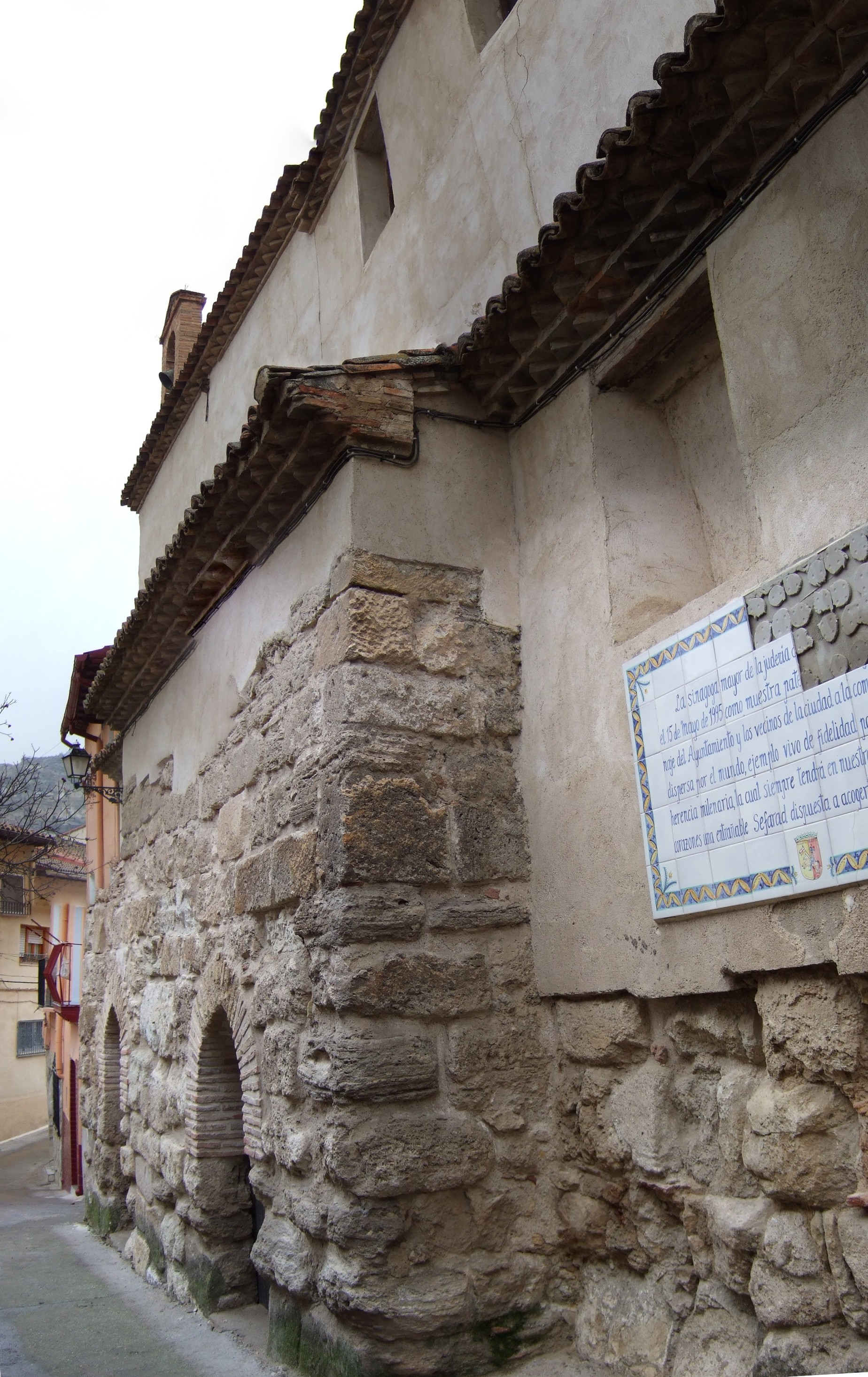
Iglesia de la Consolación de Calatayud, antigua sinagoga mayor de la judería. Los arcos eran dos entradas diferentes (para hombres y mujeres).
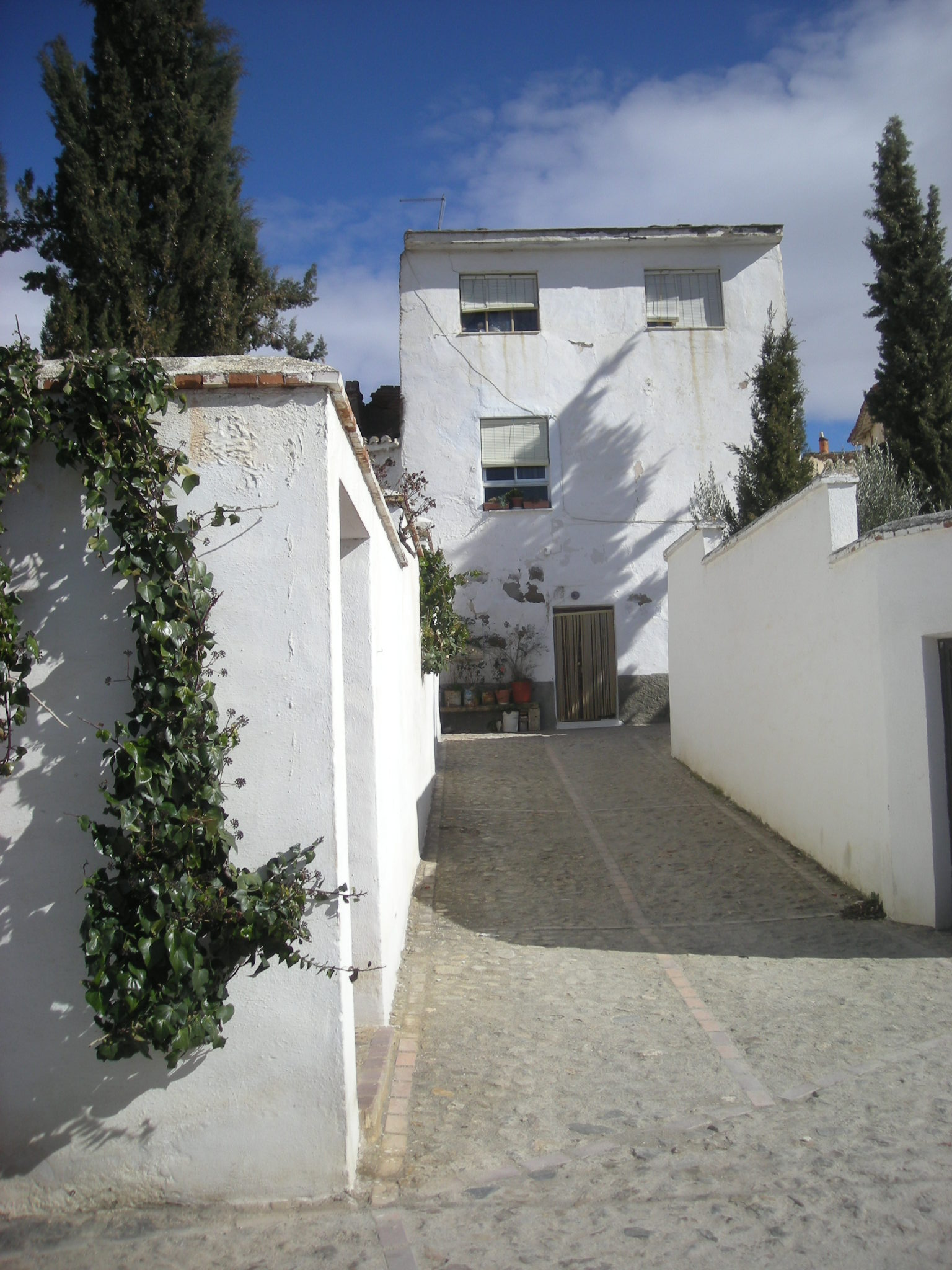
Calle de la Judería en Guadix.
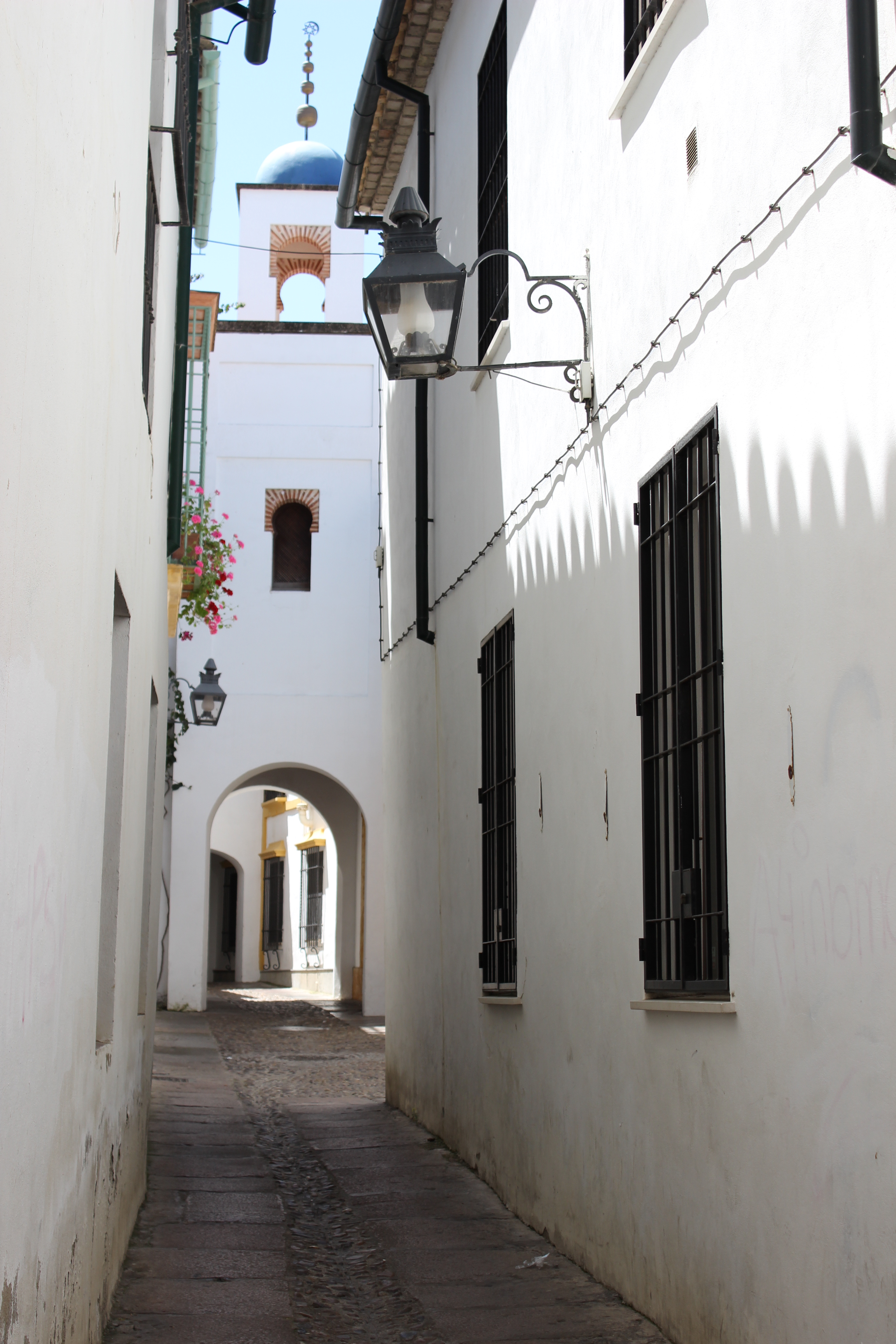
Judería de Córdoba
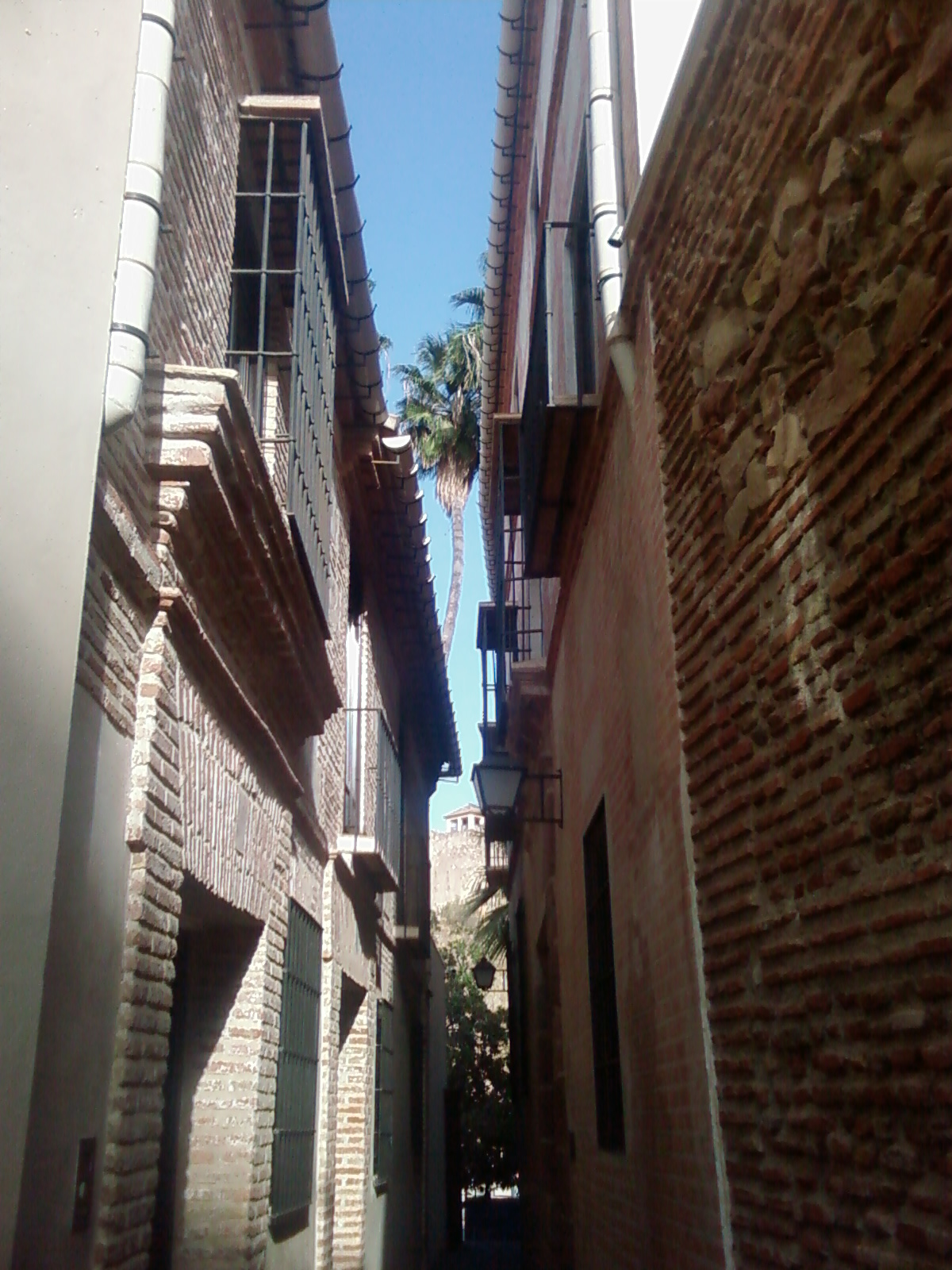
Judería de Málaga
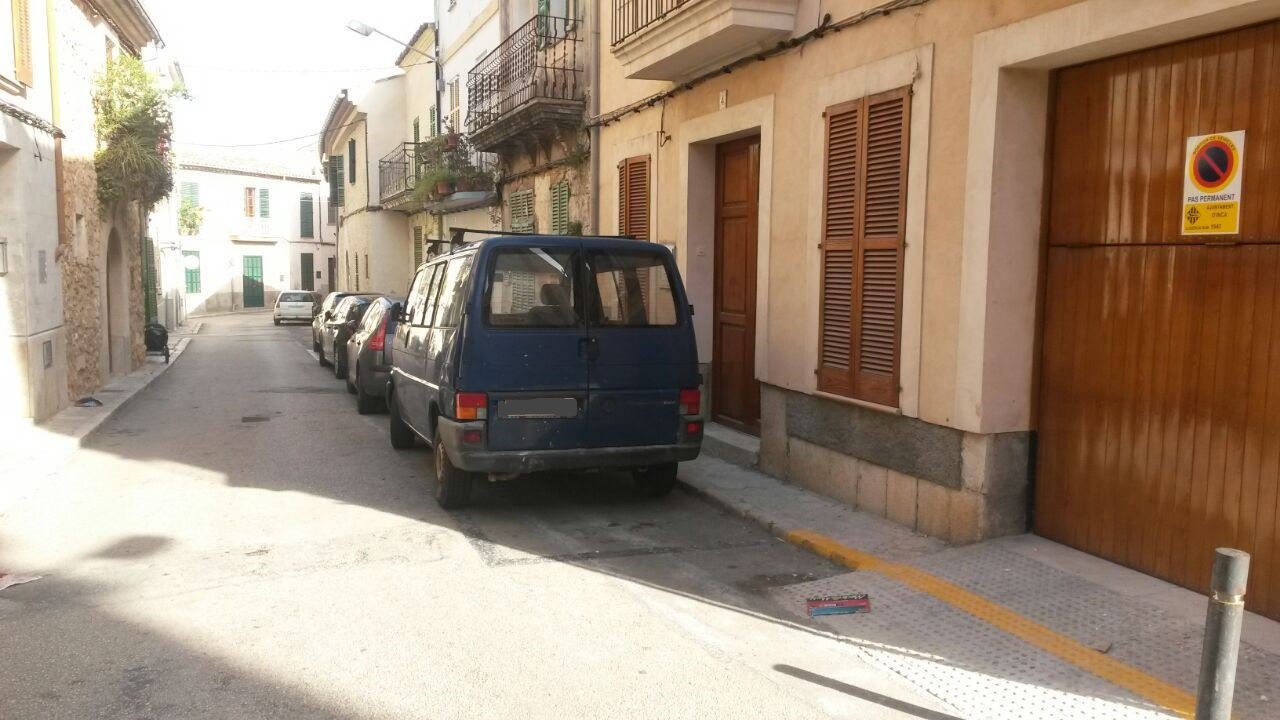
Barrio Judío de Inca (Mallorca)

Había otras notables juderías en Perpiñán, Gerona, Besalú, Barcelona, Lérida, Cervera, Tortosa, Montblanch, Palma de Mallorca (en Cataluña y Mallorca con el nombre de call), Castellón, Villarreal, Játiva (en el reino de Valencia, además de la principal, en Murviedro-Sagunto), Zaragoza, Calatayud, Huesca, Teruel, Tarazona (en el reino de Aragón), Pamplona, Tafalla, Tudela, Sangüesa, Val de Funes, Monreal, Viana (en el reino de Navarra); y en la misma corona de Castilla en Jerez de la Frontera, Córdoba, Jaén, Baeza, Montiel, Ocaña, Cuenca, Uclés, Maqueda, Alcalá, Atienza, Siguenza, Almazán, Miranda, Aranda, Cuéllar, Tordesillas, Arévalo, Madrigal, Torrelobatón, Frómista, Mayorga, Badajoz, Zafra, Mérida, Trujillo, Cáceres, Plasencia, Hervás, Béjar, Ciudad Rodrigo, Zamora, Toro, Palencia, Benavente, Astorga, Oviedo, Orense, Rivadavia, Tuy, Allariz, La Coruña o Monforte de Lemos. La judería de Madrid es de problemática localización. La judería de Granada, muy importante en época nazarí, no tuvo apenas continuidad en época cristiana, a causa del breve tiempo que pasó entre la conquista de la ciudad y el decreto de expulsión (1492); algunos años más (por ser conquistadas previamente -en fechas más o menos posteriores al inicio de la guerra de Granada en 1482-) correspondieron a las del resto del reino: Almería, Málaga, Guadix o Baza.
Se han hecho distintos intentos de calcular cifras de población, tanto para la totalidad de los judíos en cada reino, como para cada aljama, aunque con resultados parciales y dispares. El Padrón o Repartimiento de Huete de 1291 permite estimar 100.000 habitantes para todas las aljamas de la Corona de Castilla. Las más importantes eran Toledo (de 350 a 500 vecinos -o sea, familias, lo que puede significar hasta 5.000 habitantes en total-), Sevilla (200 vecinos), Murcia y Burgos (150 vecinos -unas 1500 personas-); seguidas por otras grandes juderías, como Valladolid (1200 habitantes) o Vitoria (120-150 familias -unos 720-900 habitantes-), y un buen número de juderías de tamaño medio. No obstante, la mayoría, hasta llegar a un número de cuatrocientos lugares, serían juderías de pequeño tamaño que solo contarían con unas diez familias o menos. A pesar de la crisis demográfica del siglo XIV, el máximo de población de las juderías castellanas (180.000-250.000 habitantes) debió alcanzarse por entonces, hasta 1391 (cuando estallaron las revueltas antijudías con sus asesinatos y conversiones masivas). Por las mismas fechas habría 13.000 judíos en Cataluña (en Barcelona 4.000, en Gerona 1.000, en Perpiñán 1.000, en Lérida 500, en Tortosa 300, en Cervera 300 y en aljamas de tamaño medio, como Balaguer, Besalú, Solsona y Tarragona, 100 en cada una); en la judería de Valencia, todavía la mayor de ese reino, unos 2.500-3.000; mientras entre las del reino de Aragón, se tienen estimaciones de las de Huesca (1.000 -solo Calatayud y Zaragoza tendrían mayores poblaciones judías-), Jaca (425) y Tarazona (250). El siglo XV pudo suponer alguna recuperación demográfica: en vísperas de la expulsión (1492) la Corona de Castilla tendría entre 70.000 y 150.000 judíos (en el rango máximo, un 4% de la población). La Corona de Aragón unos 50.000 (un 5% de la población). En el reino de Valencia, la judería más importante, Murviedro-Sagunto, solo tendría unos 700 habitantes, mientras que la segunda, Játiva, solo 248. En el reino de Aragón la judería más importante, Zaragoza, tendría 1.385-1.560, mientras que las de tamaño medio, como Huesca o Jaca, tendrían 525 y 380 respectivamente. Se calcula que los judíos que salieron expulsados de la Corona de Aragón fueron 13.000 (9.000 del reino de Aragón, 3.000 de Cataluña y 948 del reino de Valencia). Se considera imposible determinar el número de los que salieron de la Corona de Castilla (las cifras propuestas van de 50.000 a 150.000).
Tras la expulsión de España de los judíos su barrios colonizados por cristianos o conversos se empezaron a denominar por la zona de la Corona de Aragón. Como Barrio Nuevo o Barrio Verde.

### Calls
Call, del hebreo kahal (קהל "asamblea" o "congregación"), es la palabra utilizada en parte del ámbito lingüístico catalán para designar las juderías o barrios judíos.
Los calls más importantes fueron los de Barcelona, Gerona y Palma de Mallorca.
El barrio judío de Barcelona estaba en el actual Barrio Gótico, en los alrededores de la catedral. Era el call más grande, con una población de unas 5.000 personas. Entre la plaza de San Jaime y la calle de San Honorato se encontraba una de las dos puertas de la judería. La actual calle de Santo Domingo del Call era la arteria principal del barrio. Debe su nombre a la destrucción del mismo, que tuvo lugar a consecuencia de un pogromo el 5 de agosto de 1391, festividad de santo Domingo. El saqueo duró dos días, durante los cuales fueron asesinados 200 judíos y expulsado el resto.
El barrio judío de Gerona se empezó a formar a partir del siglo XII, cuando las familias judías que vivían alrededor de la catedral desde el siglo IX, decidieron trasladarse a la calle de La Força para constituirse como comunidad. Llegaron a vivir una media de 800 personas, en su momento de máximo esplendor. Los judíos tenían prohibido vivir o comerciar fuera del barrio, y finalmente se les obligó a cegar las ventanas que daban a calles exteriores al Call. Como en el caso de Barcelona, en él se encuentra la catedral de la ciudad. El barrio actual solo conserva en parte el trazado medieval.

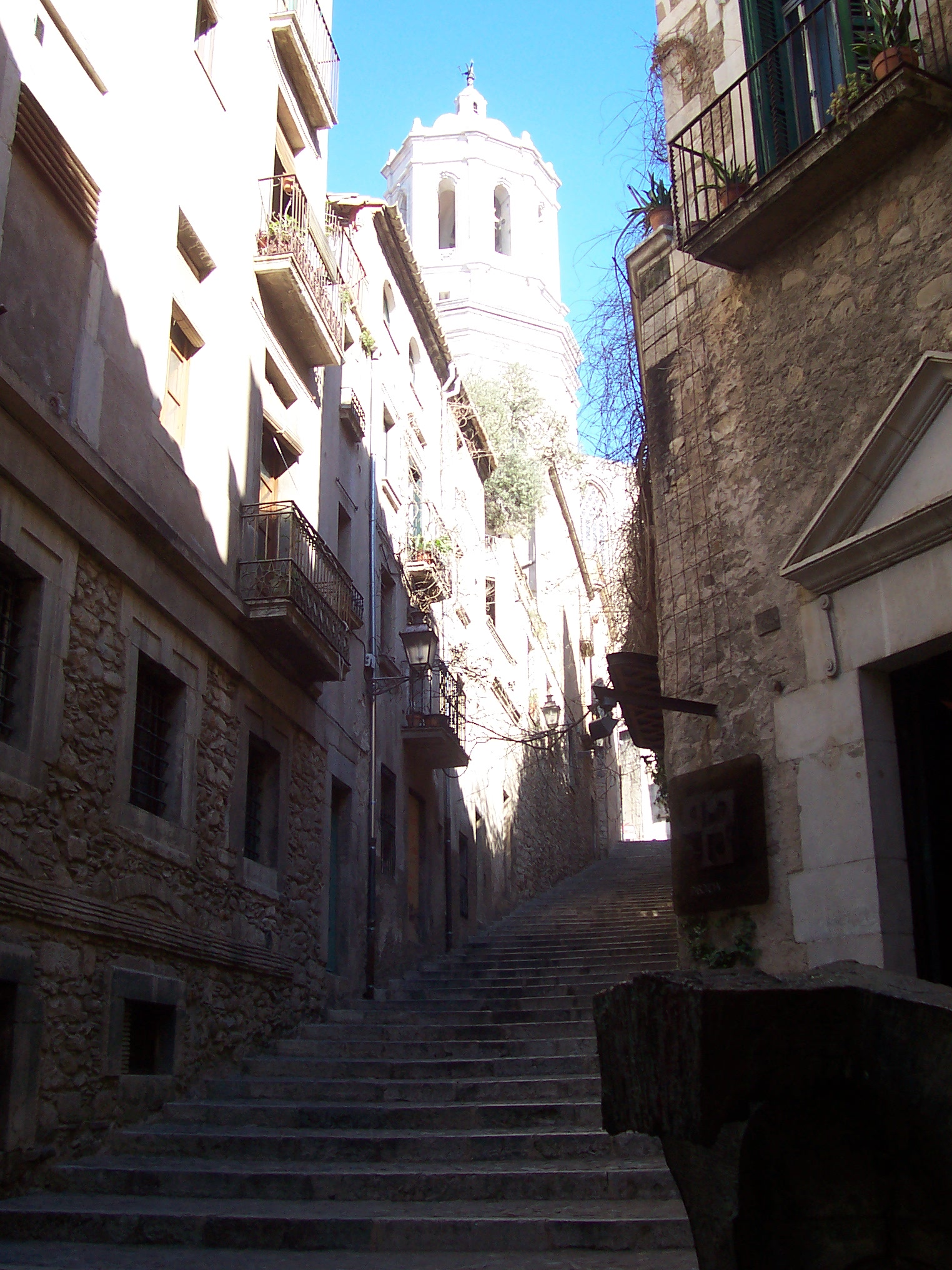
Barrio judío de Gerona.
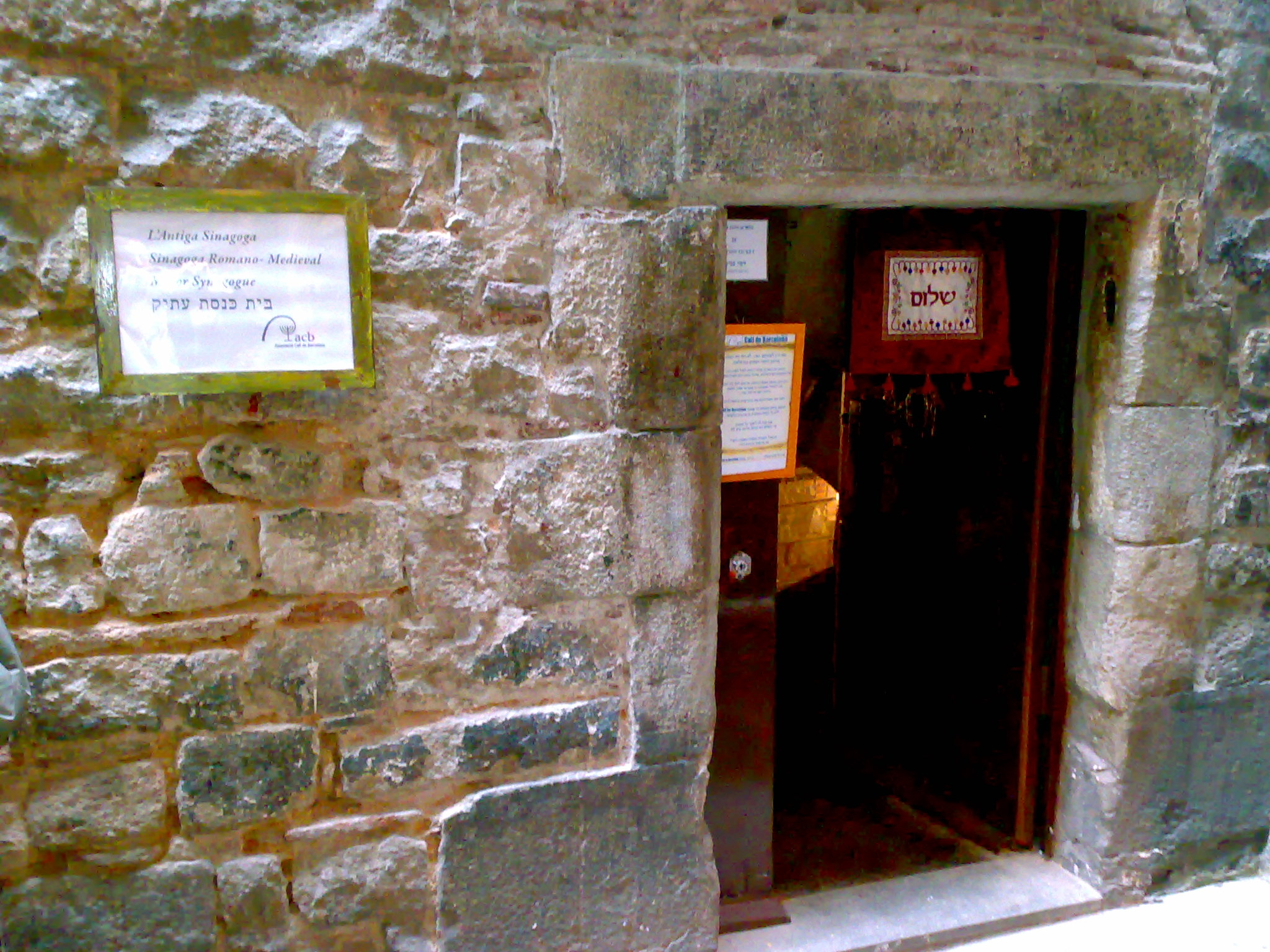
Associació Call de Barcelona.
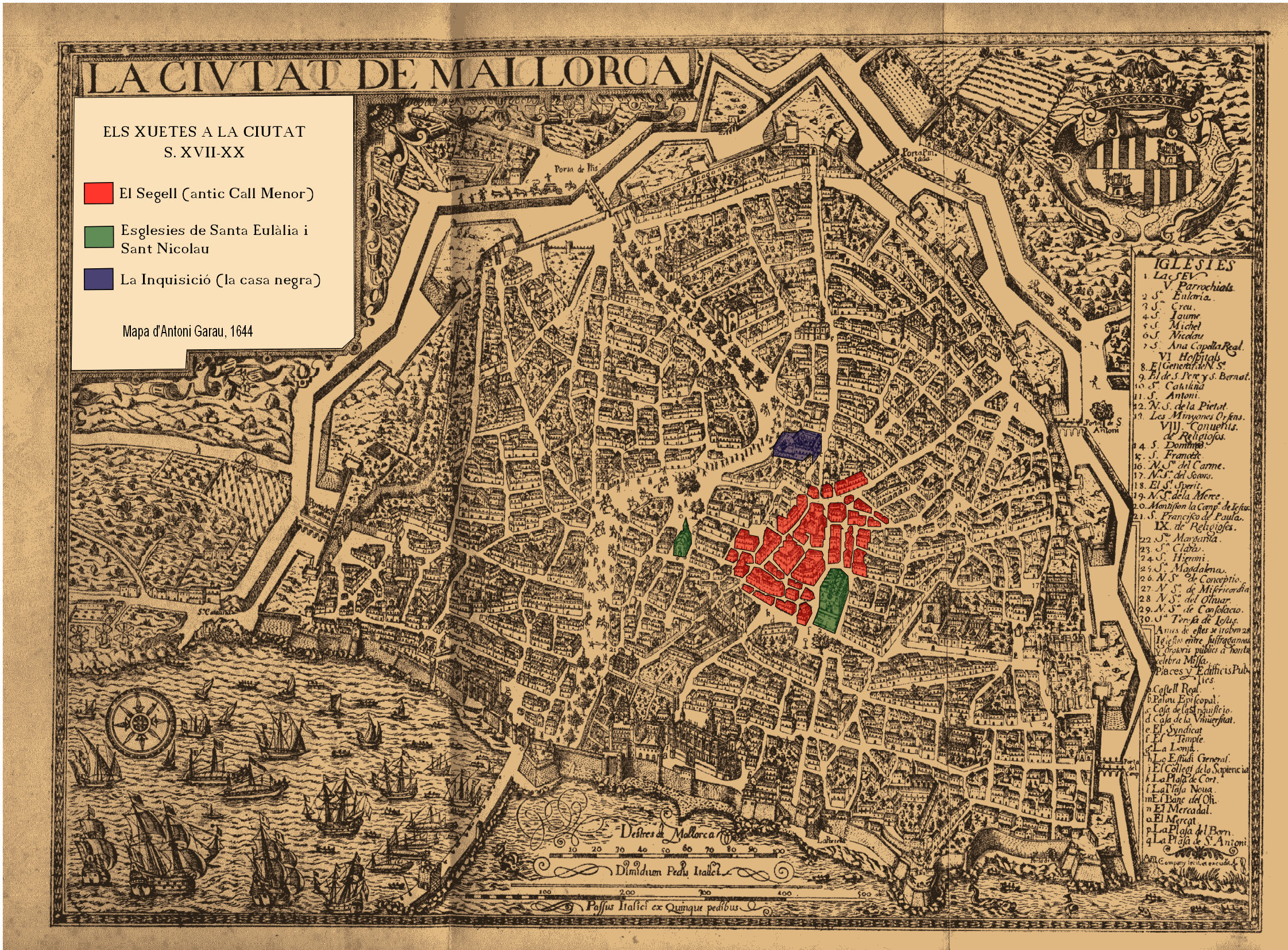
Plano de Palma de Mallorca; en rojo, el barrio de Segell o Call Menor.

En el barrio judío de Palma de Mallorca vivían unos 3.000 judíos, o sea el 15% de la población de la ciudad. Aunque no se conserva entero, es el que mejor refleja la judería medieval. Sufrió también varios ataques, el último de ellos en 1823. La particularidad del barrio judío de Palma de Mallorca es que, tras la expulsión de los judíos en 1492, ha sido históricamente residencia de una comunidad cristiana, los chuetas, considerada criptojudía por sus vecinos. En paralelo encontramos en Mallorca otra judería en la ciudad de Inca, conocido como el Barrio Judío de Inca formado por unas 300 personas.

### Judiarias
Las primeras judiarias portuguesas se crearon en Oporto y Santarem (Álcáçova). Durante el reinado de Pedro I de Portugal (1357-1367) se publicaron los primeros edictos obligaban a los judíos a recogerse en barrios separados por la noche, y que prohibían entrar en tales barrios a las mujeres cristianas. La medida se observó en las grandes ciudades, pero fue de imposible aplicación en las pequeñas.
La judiaria de Lisboa se encontraba en la Alfama, que todavía conserva una Rua da Judiaria.
Las comunidades judías portuguesas, fuertemente incrementadas con los judíos castellanos expulsados en 1492, se enfrentaron a nuevas medidas antijudías, que culminaron con el decreto de expulsión de 1497, tras el que desaparecieron (por las conversiones o la salida al exilio). Algunas comunidades, como la de Belmonte, mantuvieron en secreto las prácticas religiosas judaicas.

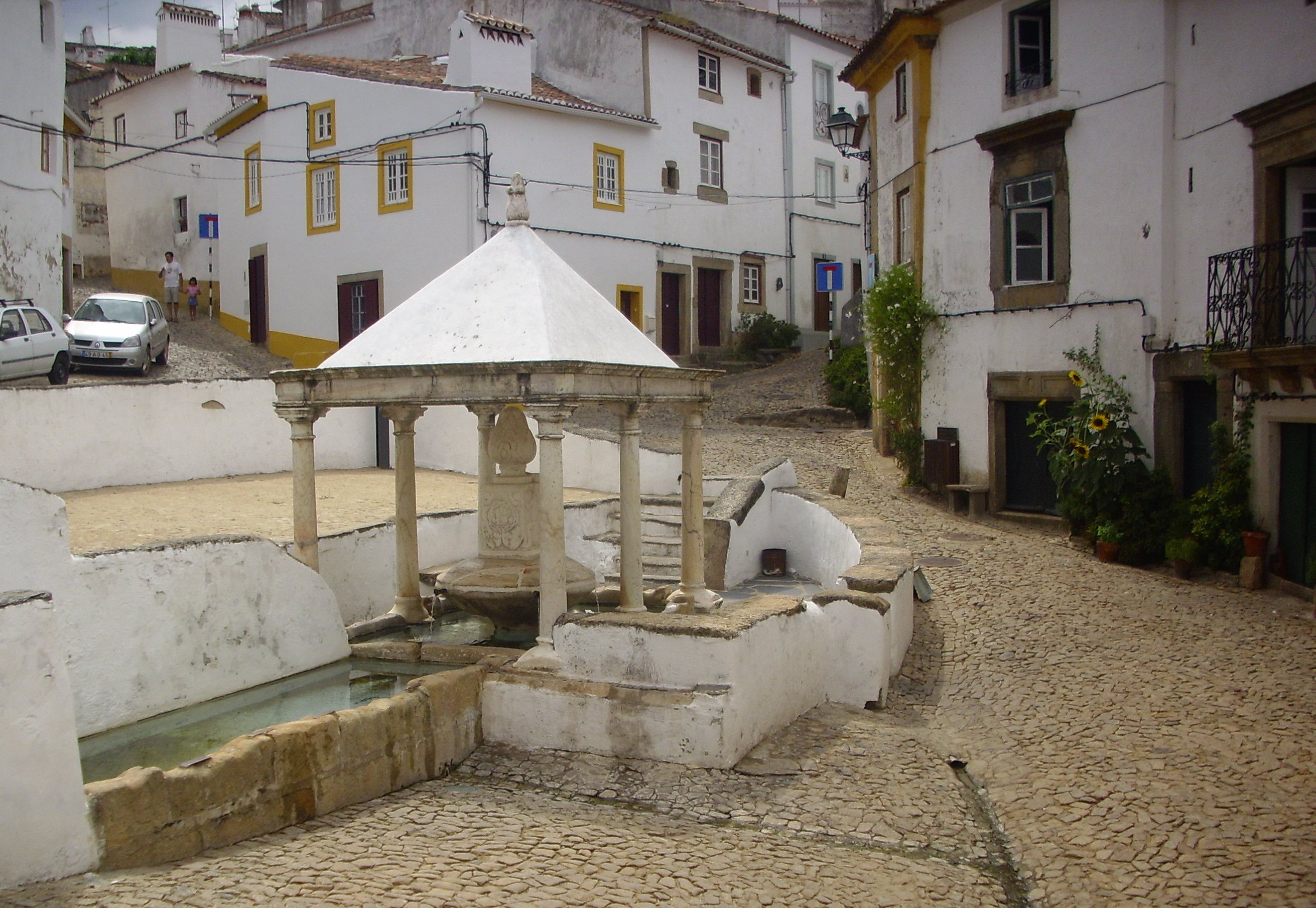
Fonte da Vila en la judiaria de Castelo de Vide.
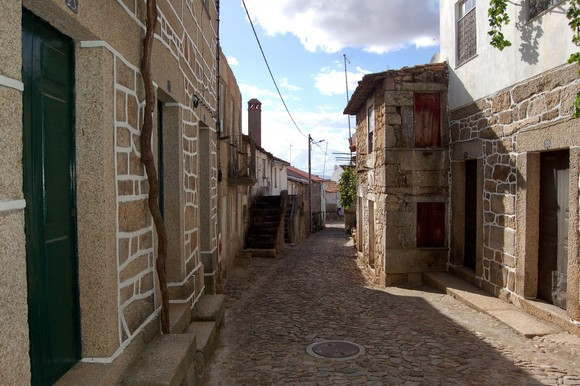
Rua da Judiaria en Medelim.
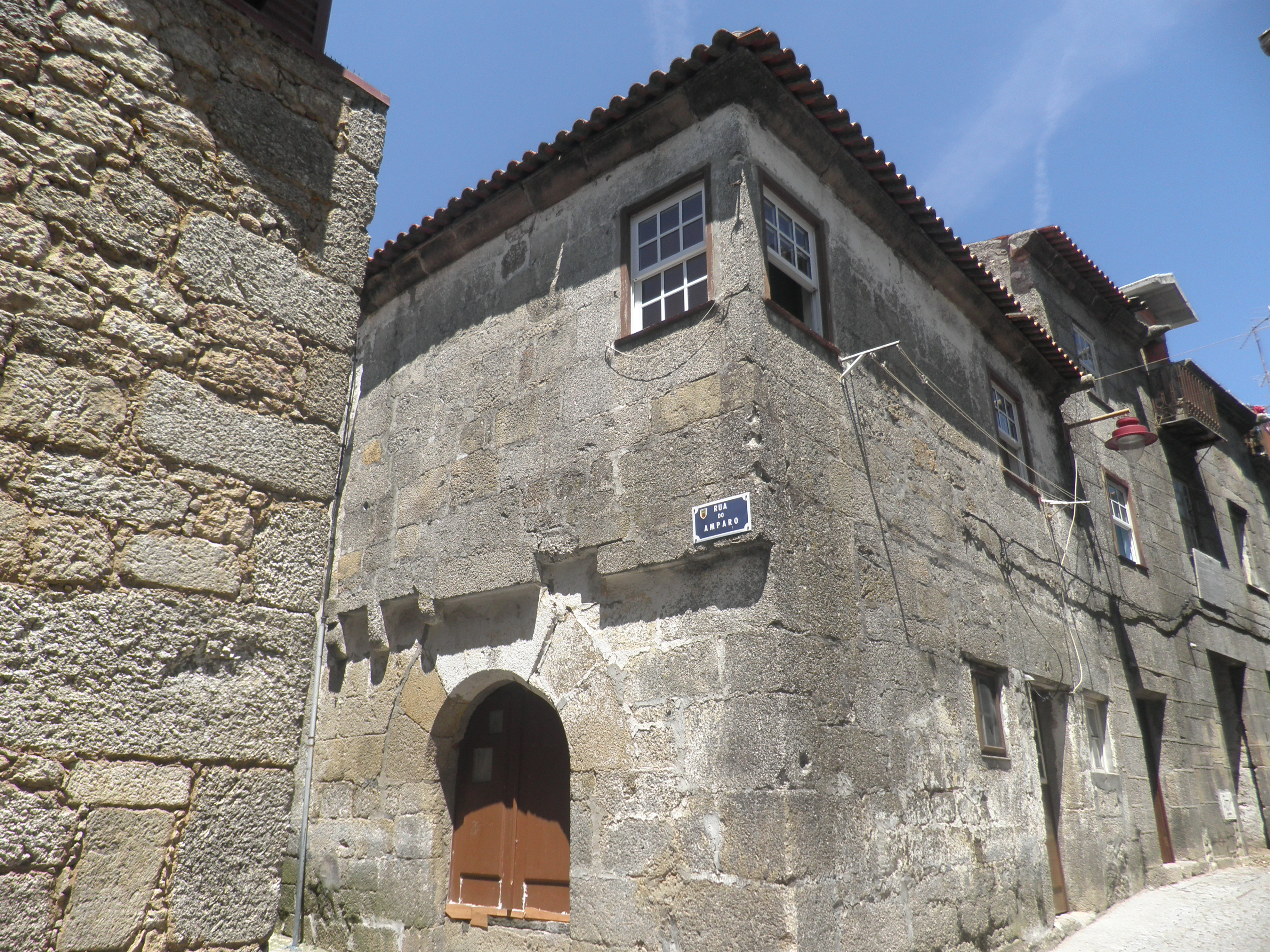
Casa de entrada a la Judiaria de Guarda.
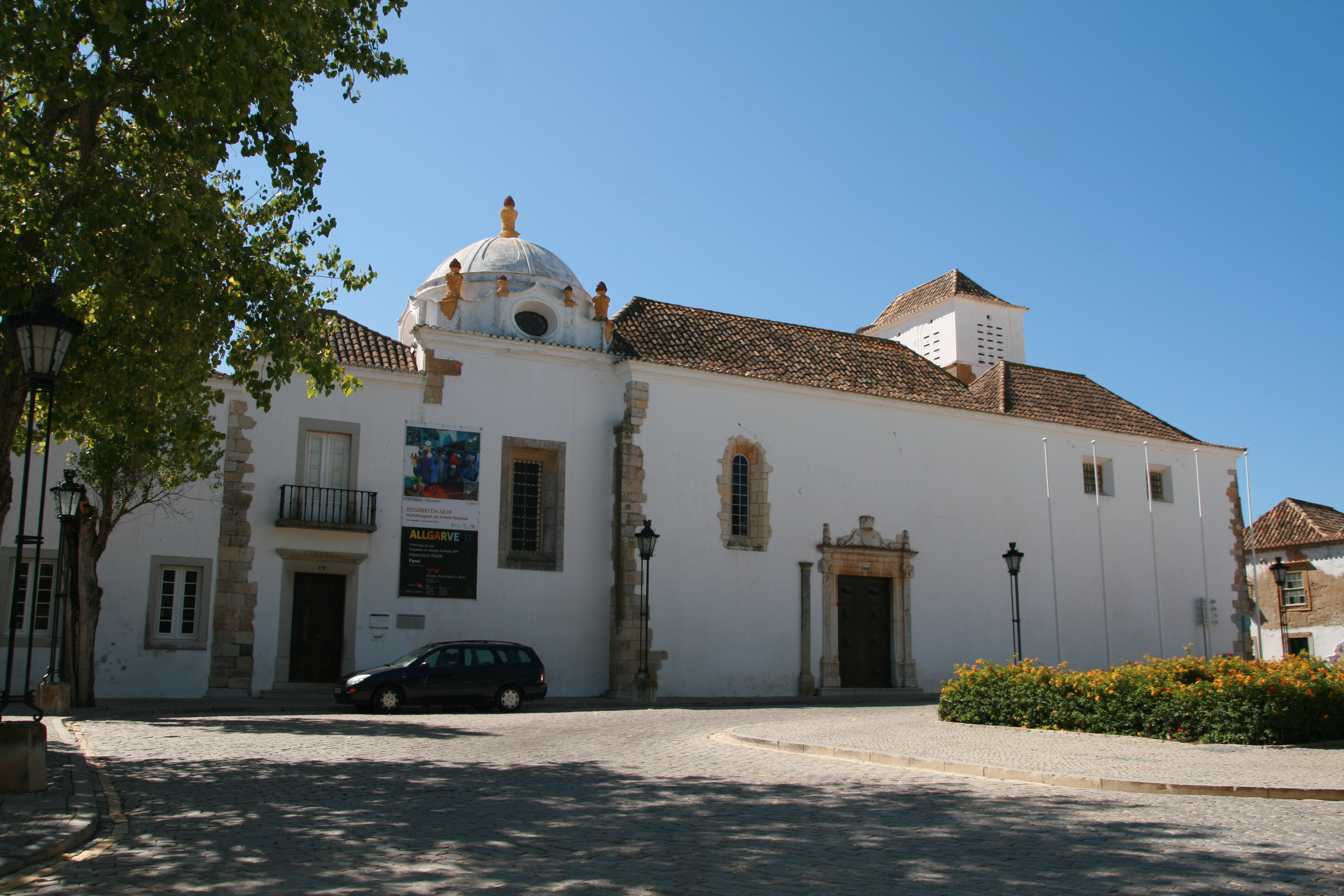
Convento de la Asunción, levantado en la antigua Judiaria de Faro.

### Arquitectura y urbanismo

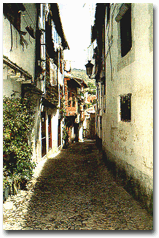
Calle empedrada, en la judería de Hervás. El Barrio Judío de Hervás es uno de los mejor conservados.
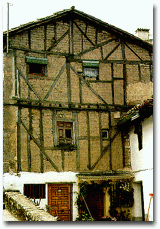
Casa en la judería de Hervás.
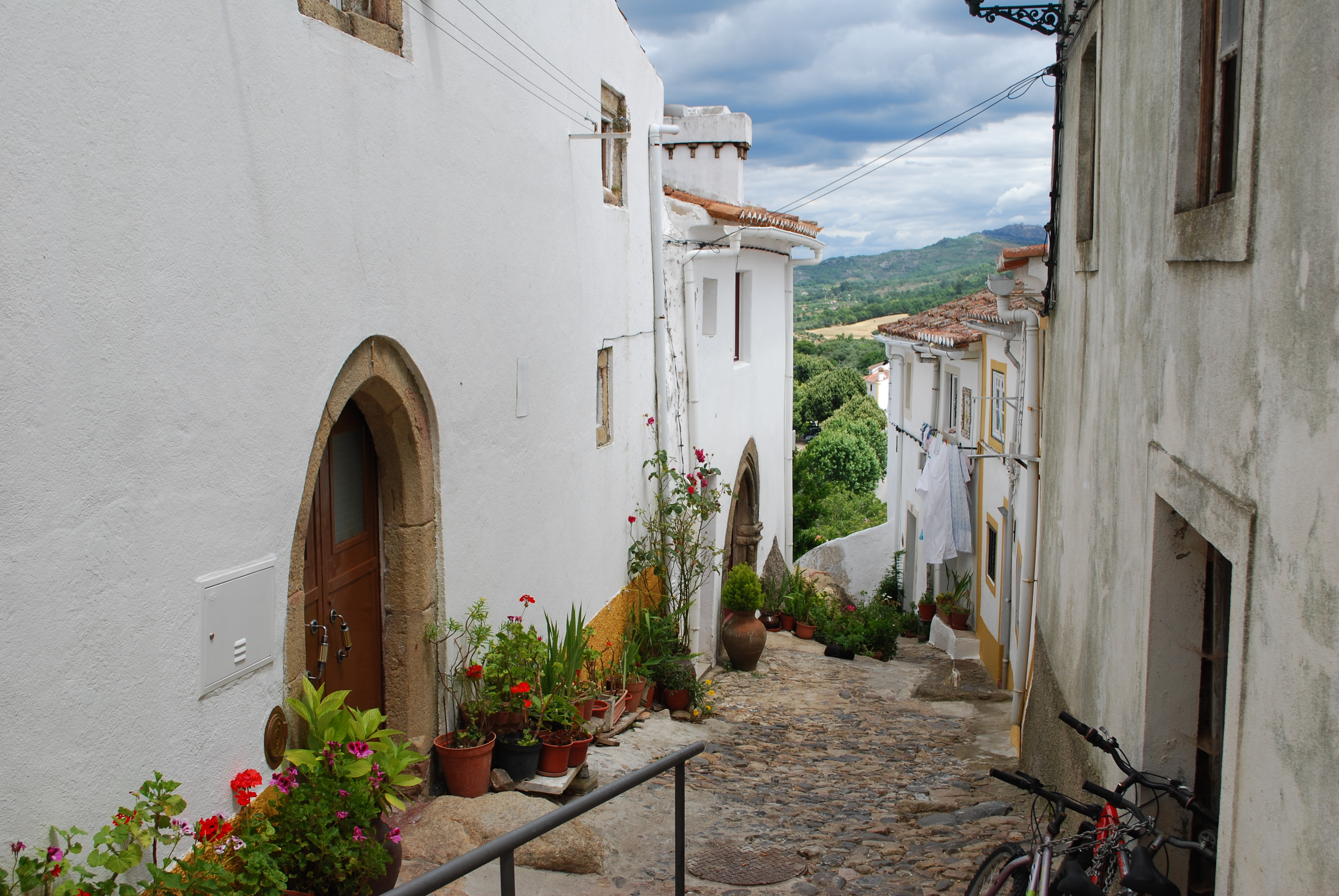
Calle en la judiaria de Castelo de Vide
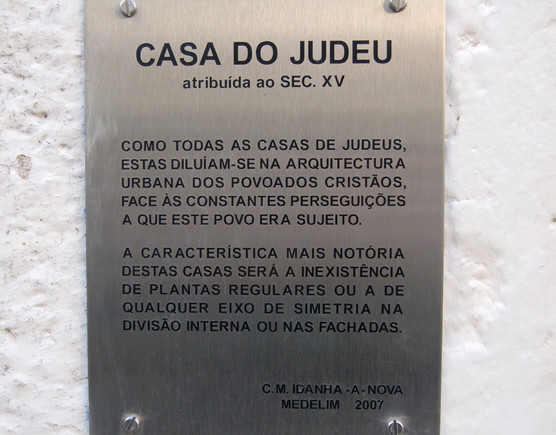
Panel explicativo de la Casa do Judeu en Medelim (siglo XV).
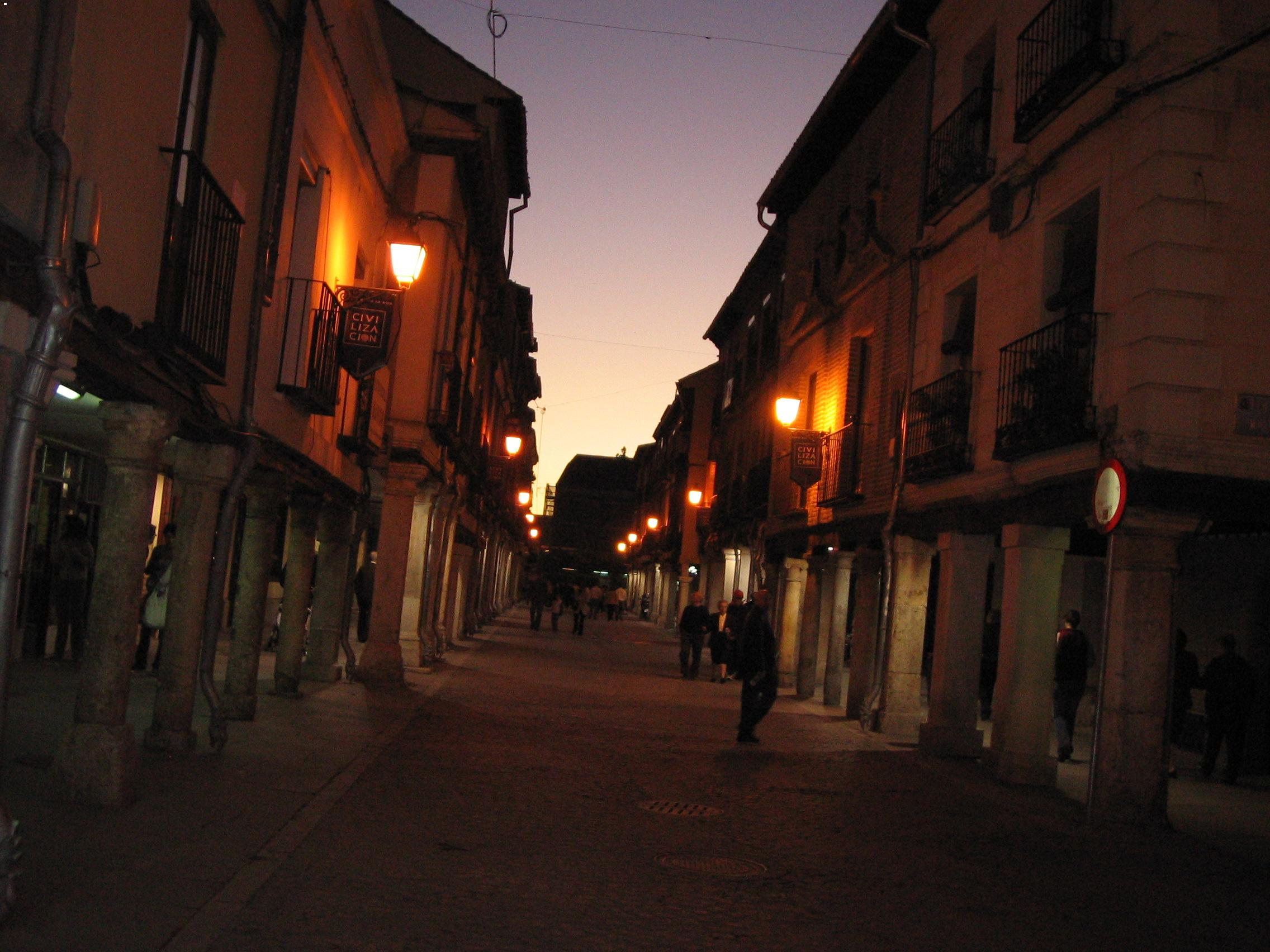
Soportales de la calle Mayor de Alcalá de Henares, la de la antigua judería.
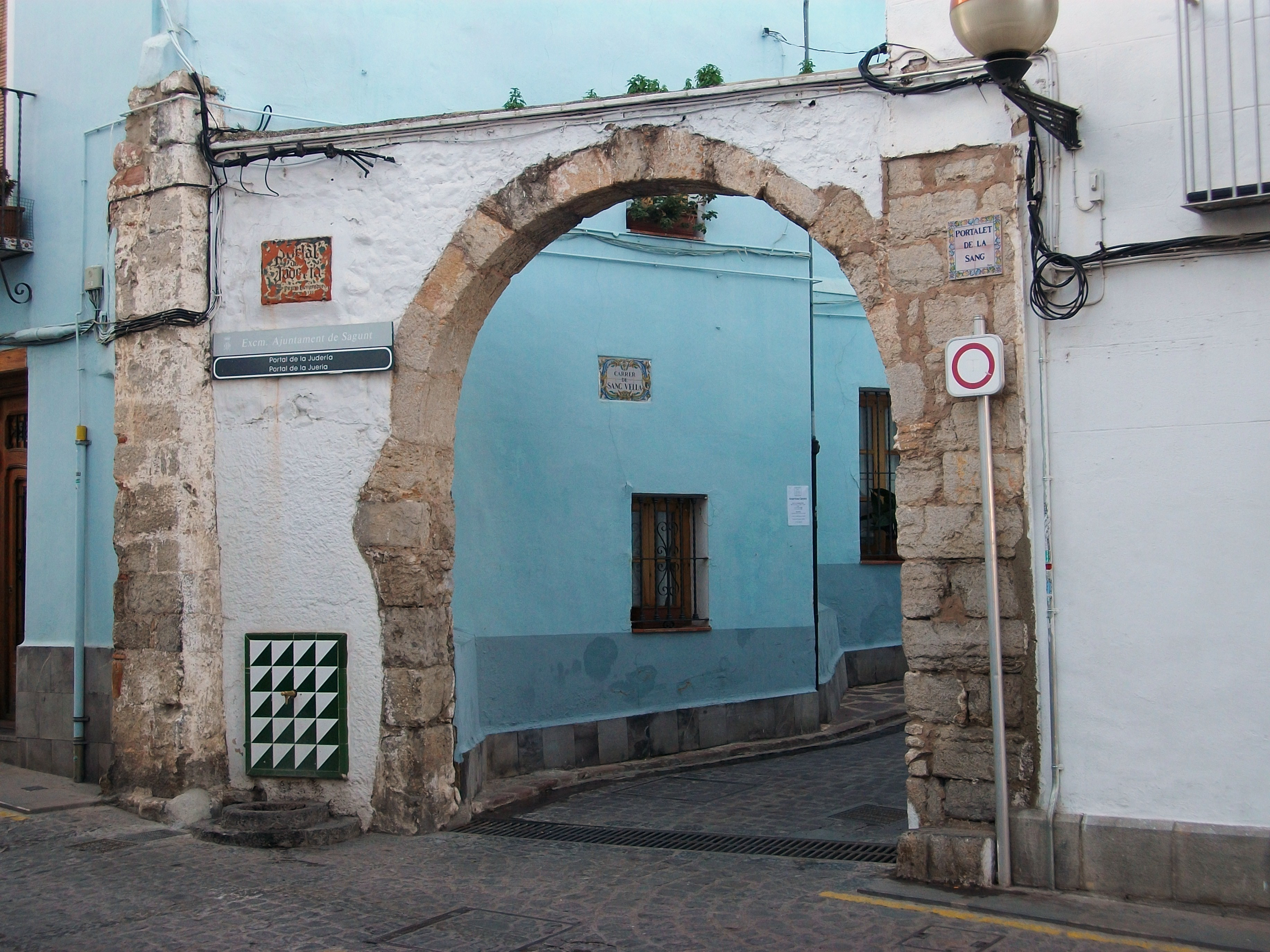
Portal de la Sang o de los judíos, en Murviedro-Sagunto.
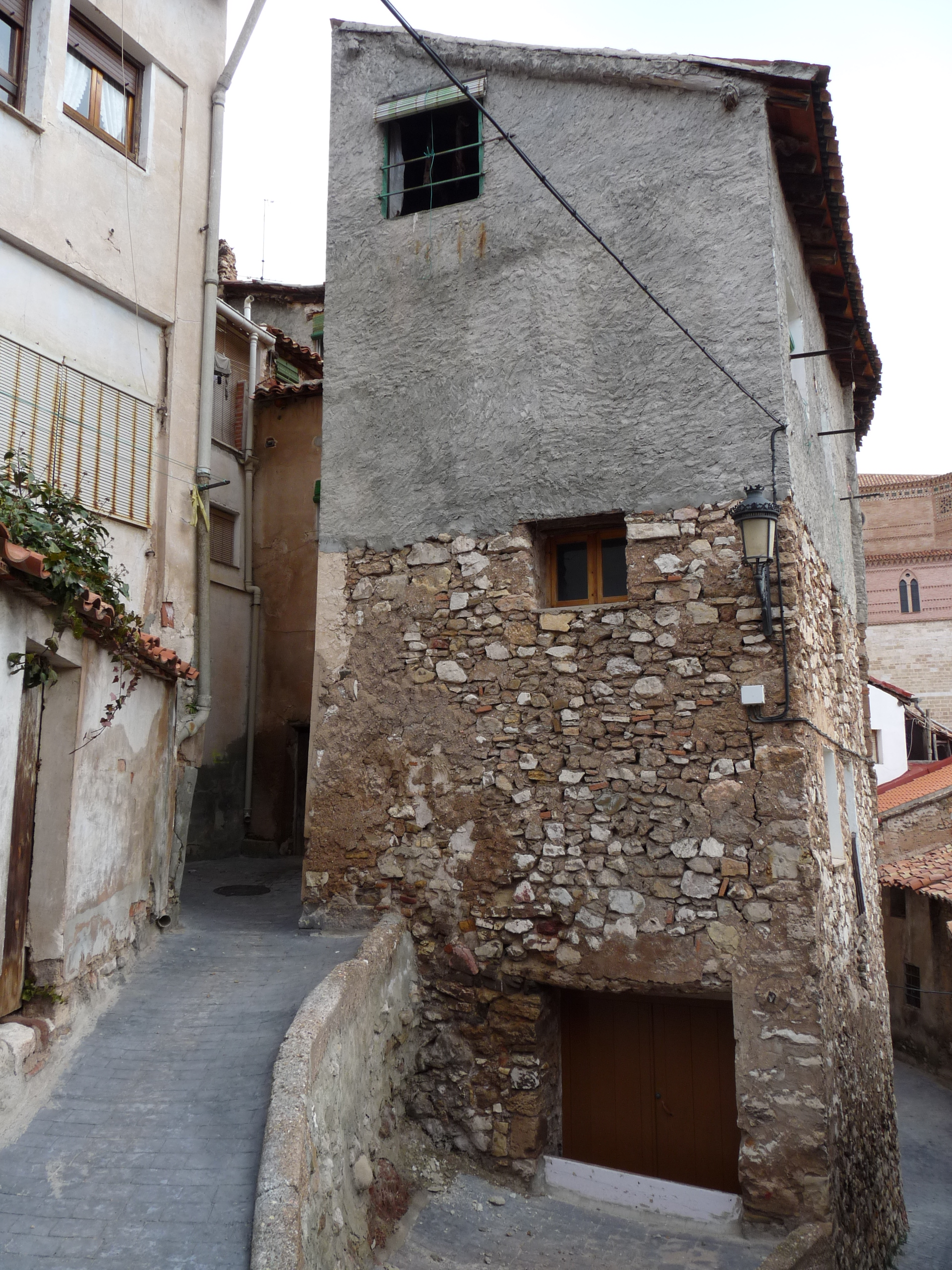
Judería de Montalbán.
Plano de Zaragoza; la judería vieja en naranja, la judería nueva en morado.

Las casas solían ser de ladrillo, adobe y madera. Por su parte, las calles eran empedradas. Muchas veces estaba rodeado de empalizadas, y por las noches se cerraba y aislaba del resto de la ciudad. Esto se hacía de acuerdo con las órdenes de las autoridades locales y como medida de seguridad. No obstante, no fueron pocos los asaltos a estos barrios judíos europeos.
En la judería de Hervás es muy típico el uso de la madera de castaño en las estructuras de entramado que, combinada con adobe y recubierta de teja árabe o madera para proteger las paredes, es un ejemplo claro de arquitectura popular del norte de Extremadura.
Una característica propia de la arquitectura de los barrios judíos, compartida con la arquitectura popular y la vivienda rural en general, es la asimetría, tanto en la distribución interna como en las fachadas, y la adaptación a la topografía irregular, que produce efectos espectaculares en las casas situadas en el recodo de una calle en cuesta. Es una respuesta al crecimiento espontáneo de los edificios, que se produce sin planificación a lo largo de muchos años, según cambian las necesidades y posibilidades de las familias que sucesivamente los habitan. El surgimiento de los soportales, apartentemente con un resultado más continuo, es en realidad similar, surgiendo de la conveniencia de cubrir las mercancías dispuestas a las puertas, y de la posterior utilización del espacio superior para ampliar las viviendas, lo que reduce el espacio libre de la calle en altura, pero lo mantiene a nivel inferior.
La necesidad de aislarse se resolvía mediante murallas o agrupando las viviendas en un bloque compacto que solo dejara unos pocos accesos fácilmente clausurables, con puertas o portillos. La denominación adarve se dio a las calles sin salida que partían de esos accesos.

### Red de Juderías de España
La Red de Juderías de España es una asociación pública sin ánimo de lucro que tiene como objetivo la defensa del patrimonio urbanístico, arquitectónico, histórico, artístico y cultural del legado sefardí en España.
Está compuesta por las ciudades de Ávila, Barcelona, Béjar, Cáceres, Calahorra, Córdoba, Estella, Hervás, Jaén, León, Lorca, Lucena, Monforte de Lemos, Oviedo, Plasencia, Ribadavia, Sagunto, Segovia, Tarazona, Tudela y Tuy.

## Barrios judíos de otras ciudades europeas

### Giudeccas y Guetos de las ciudades italianas
La denominación giudecca ("judería") y términos locales similares se utilizaron en numerosas ciudades italianas (Catania —Judeca Suprana, Judeca Suttana y Piano di Giacobbe-, Enna —Iudeca-, Nápoles, Padua, Palermo — Meschita y Guzzetta-, Reggio Calabria —La Judeca-, Siracusa —La Jureca-); mientras que la de ghetto se utiliza principalmente para los barrios judíos de Venecia y Roma. En Mesina los barrios judíos son Tirone y Paraporto.

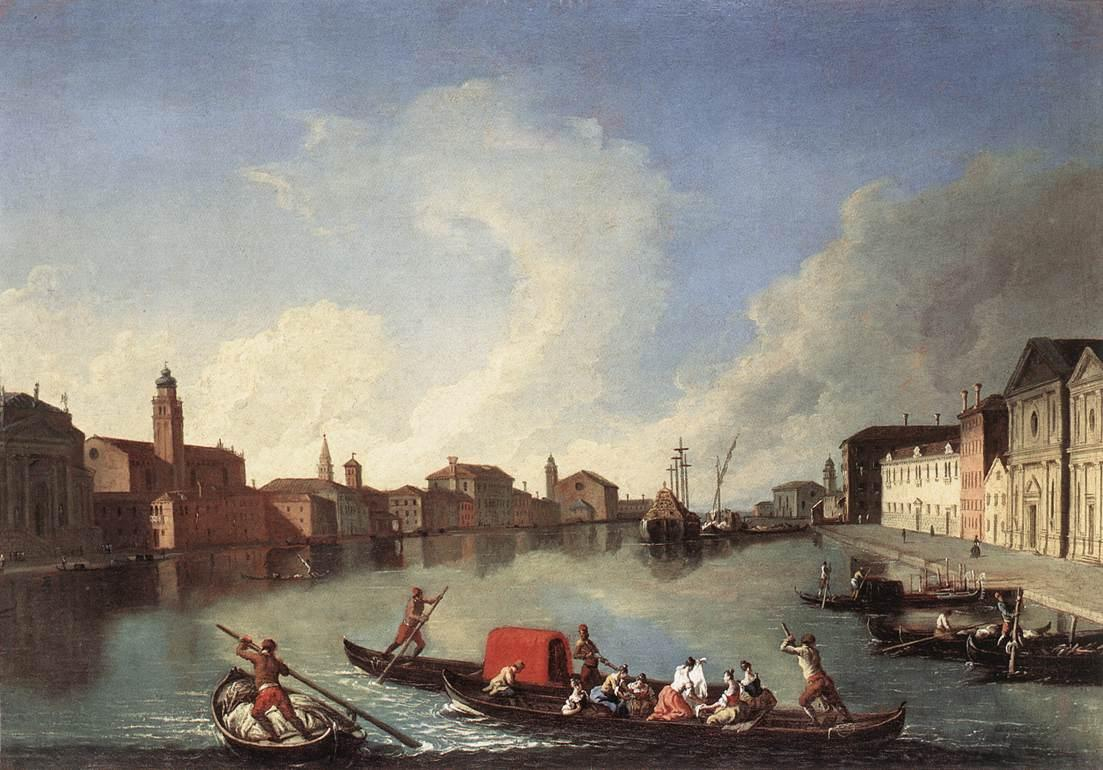
Canal de la Giudecca, en Venecia. A pesar de su nombre, y de que se planificó ubicar en alguna de sus islas a los judíos, el barrio judío de venecia o Ghetto de Venecia (Gheto tal como se escribe en dialecto veneciano) se localizó en otro lugar, al norte de la ciudad.
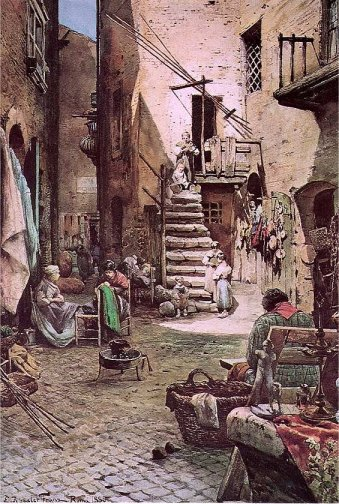
Ghetto de Roma, hacia 1880.

### Barrios judíos de Amberes y Ámsterdam
Las comunidades judías de Amberes (Joods Antwerpen) y de Ámsterdam fueron desde el siglo XVI las más importante de Europa, pasando la primacía de una a otra especialmente a partir del saqueo de Amberes de 1576.

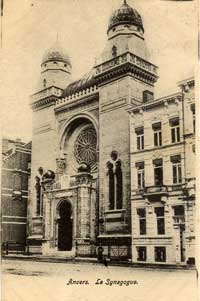
Sinagoga de Amberes en 1893.
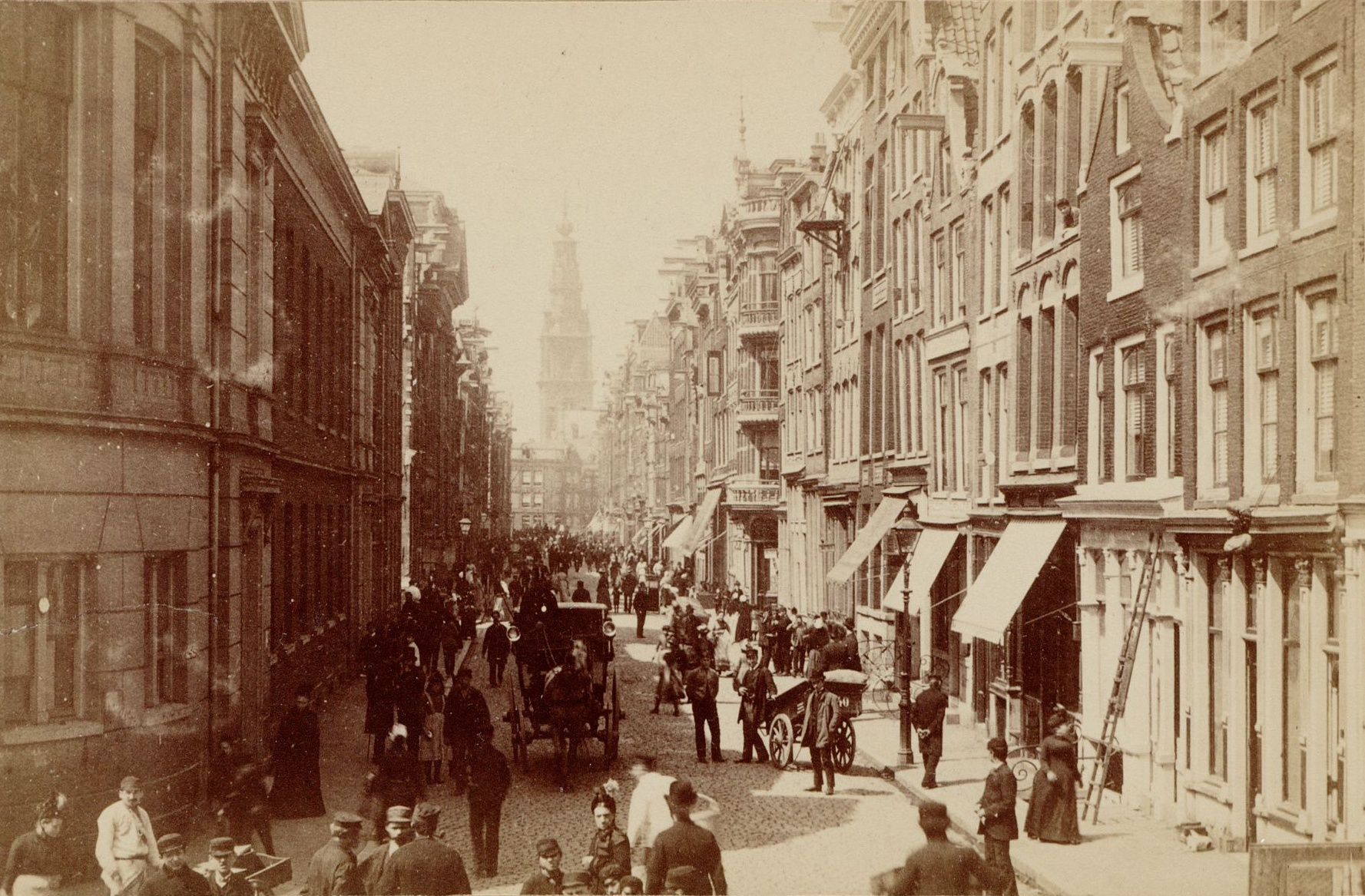
Jodenbreestraat ("calle de los judíos") en 1884.

### Barrios judíos de las ciudades de Europa Central y Oriental

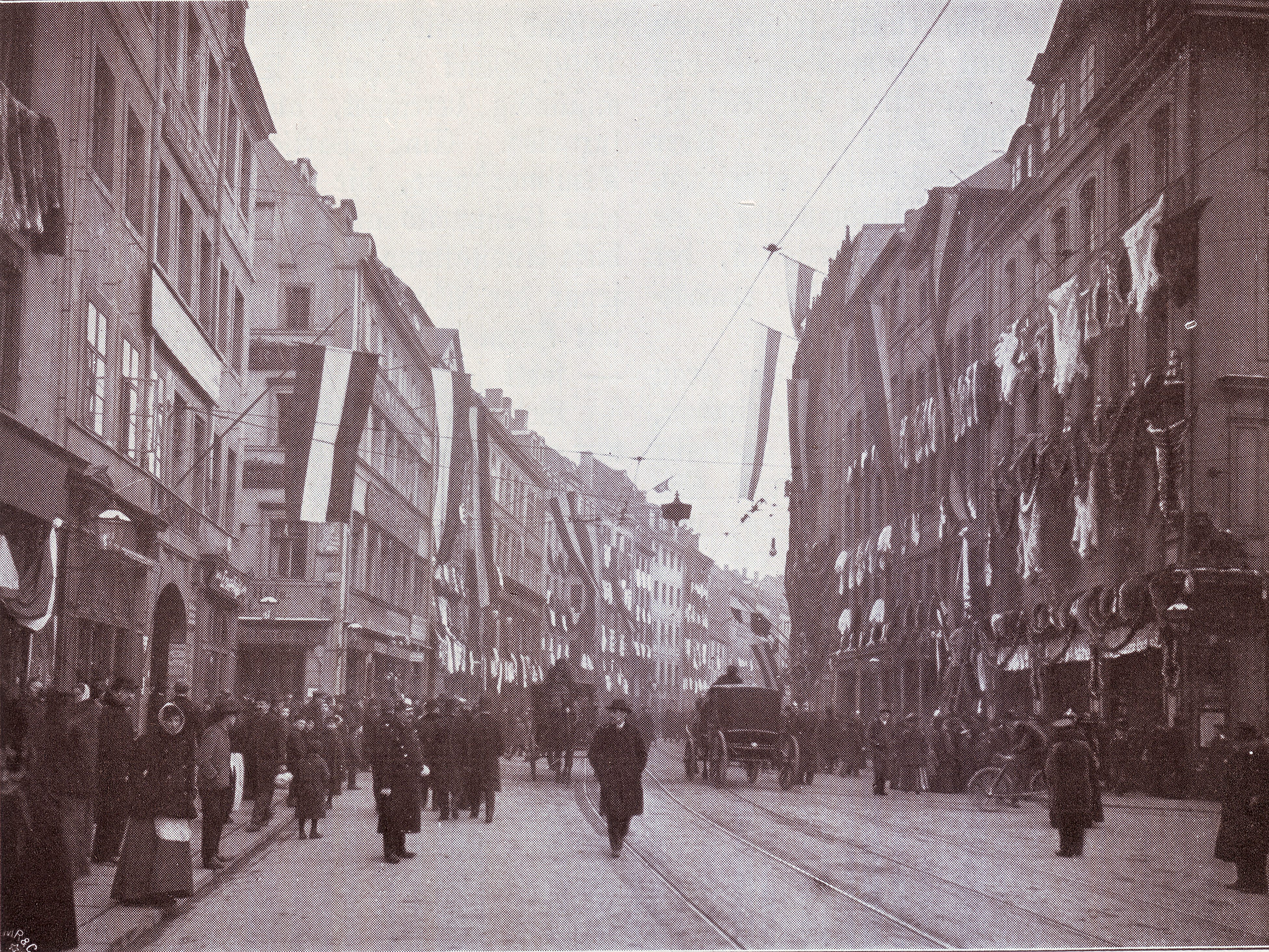
Escena callejera en Brühl, el barrio judío de Leipzig, hacia 1905.
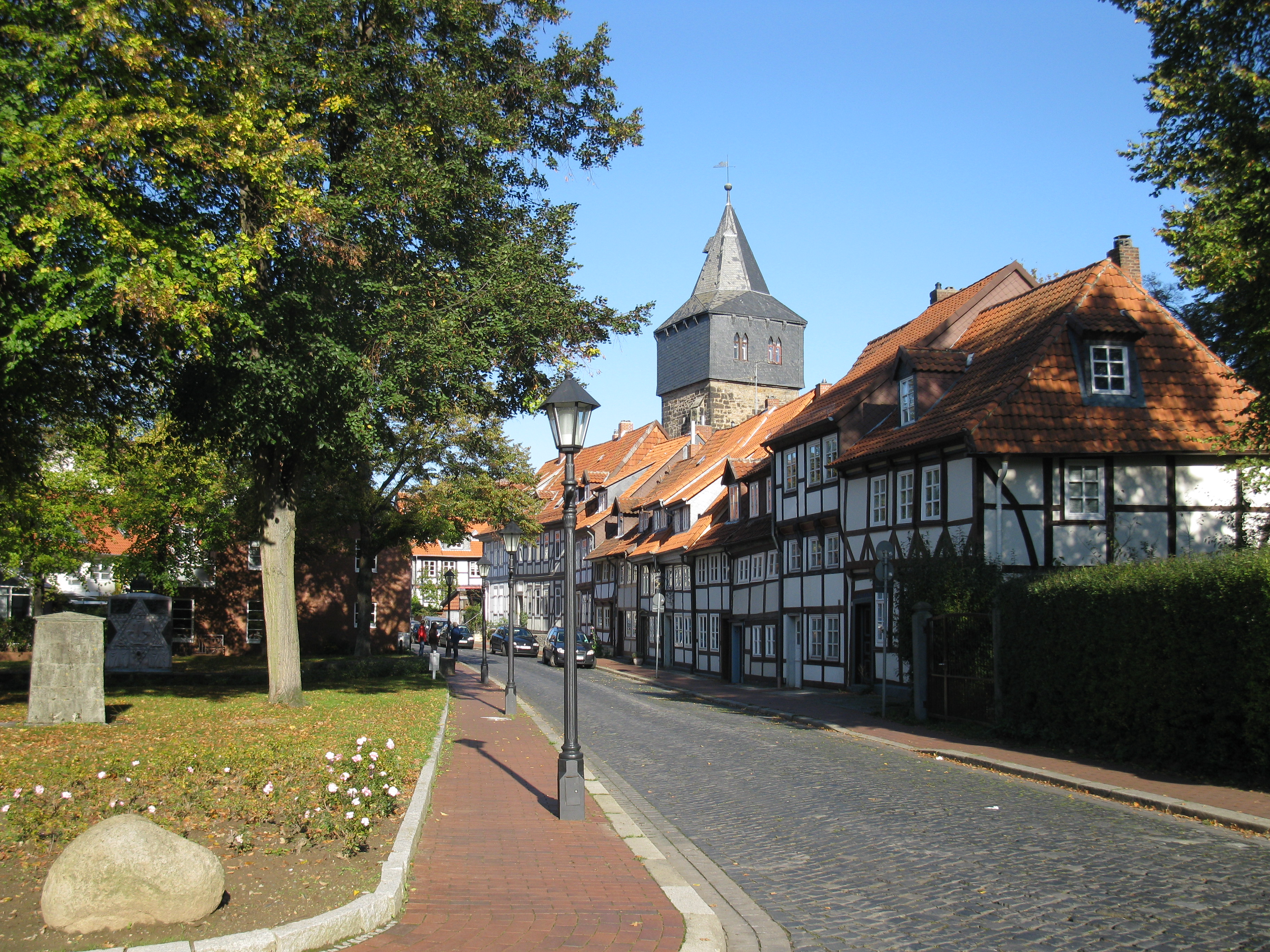
Lappenberg Strasse, el antiguo barrio judío de Hildesheim.
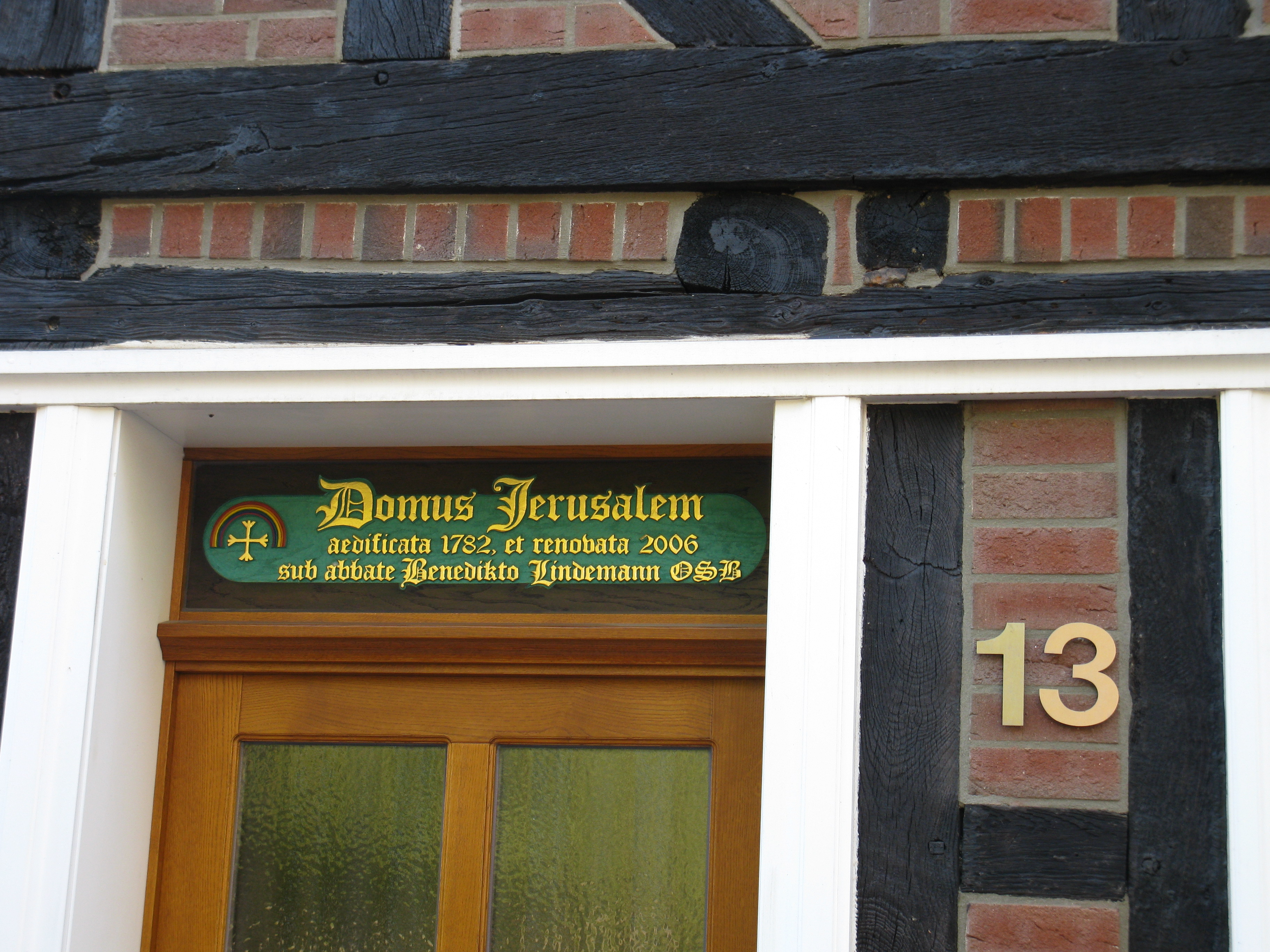
Domus Jerusalem, en Lappenberg.
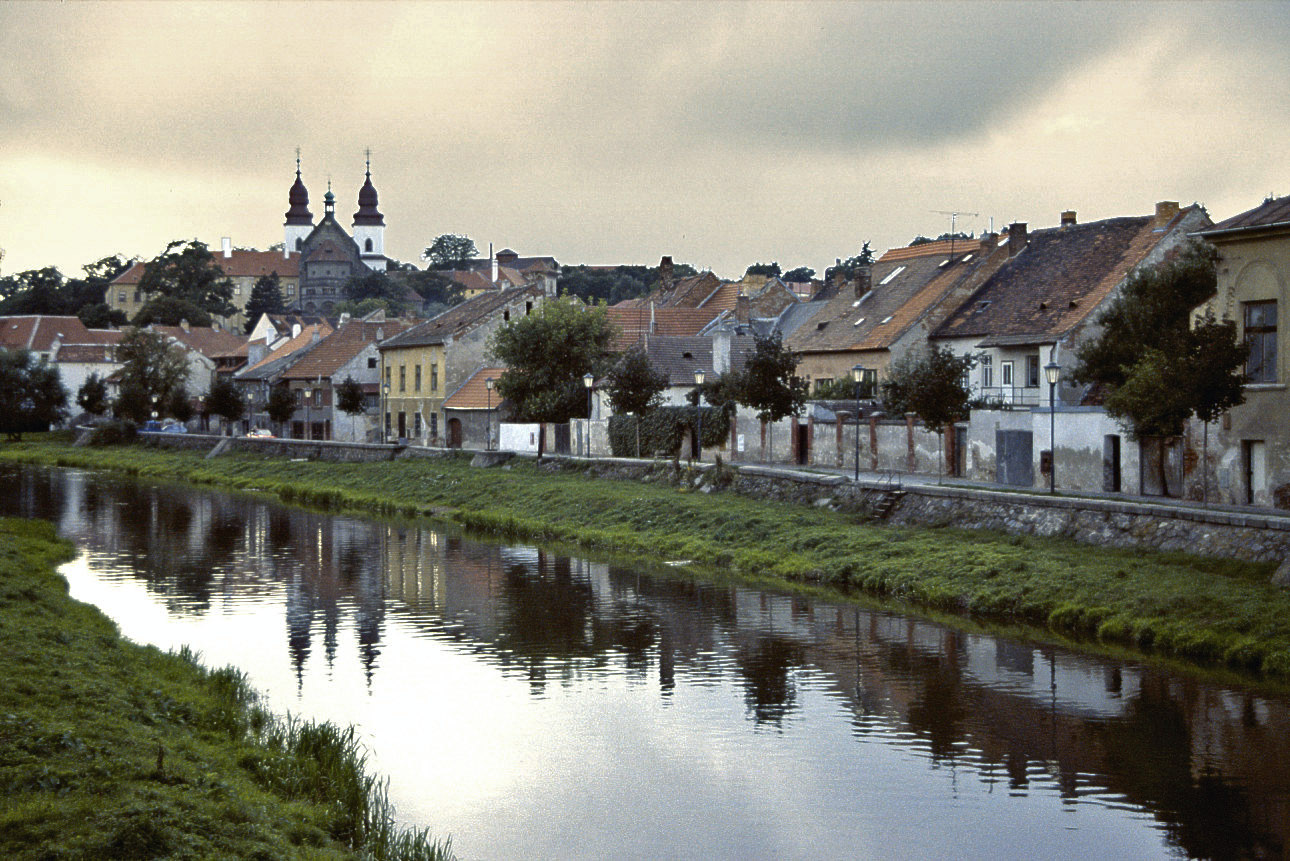
Barrio judío de Třebíč.
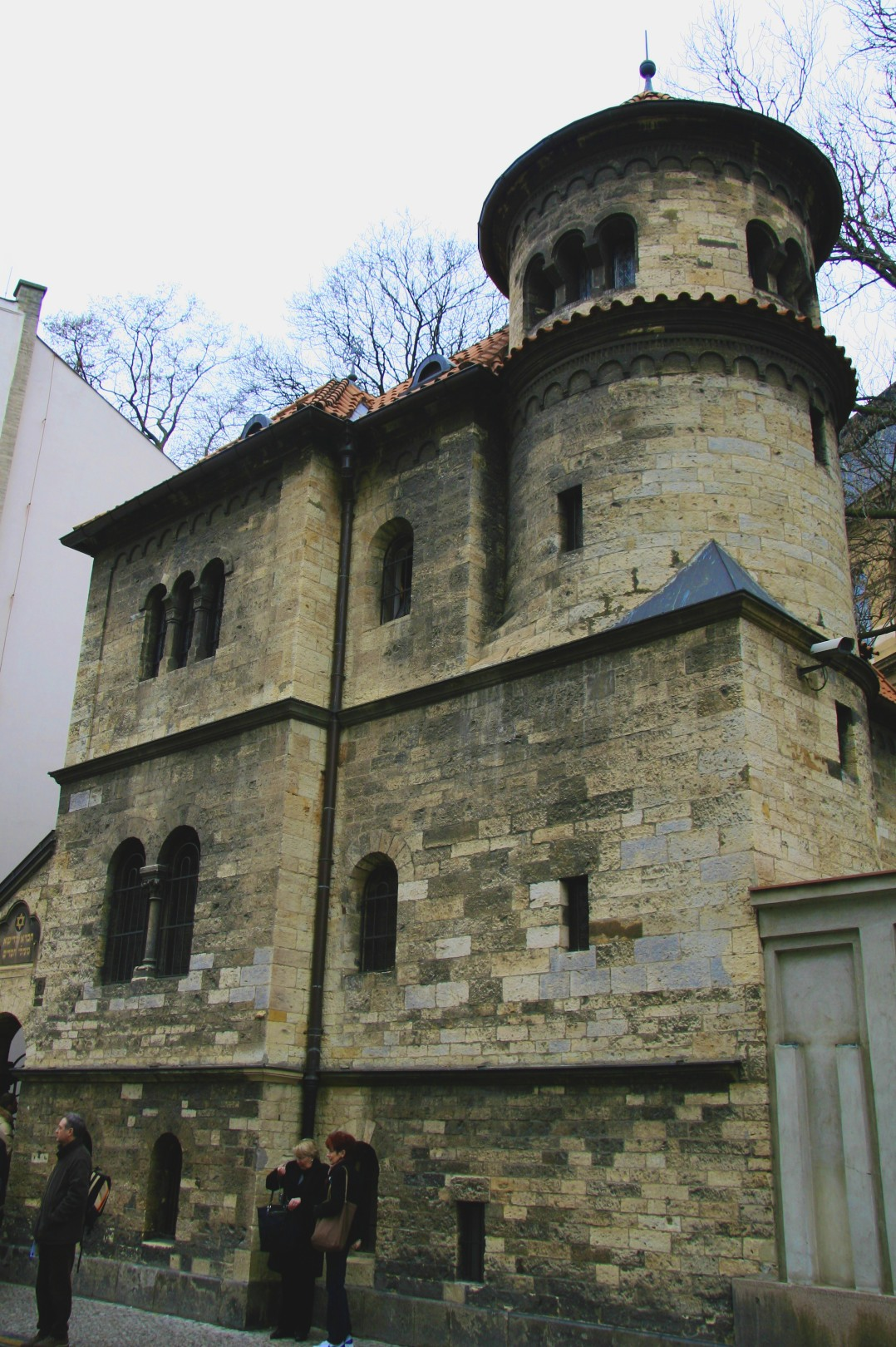
Edificio del barrio judío de Praga.
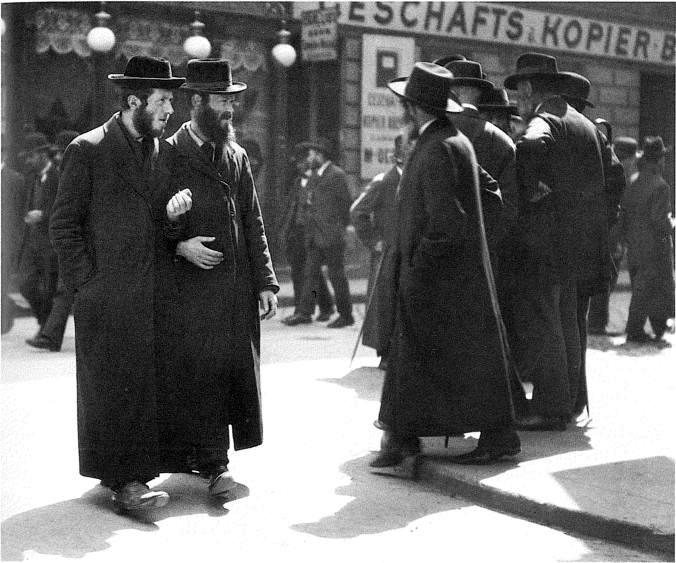
Escena callejera en Leopoldstadt ("ciudad Leopoldo"), el barrio judío de Viena, en 1915.
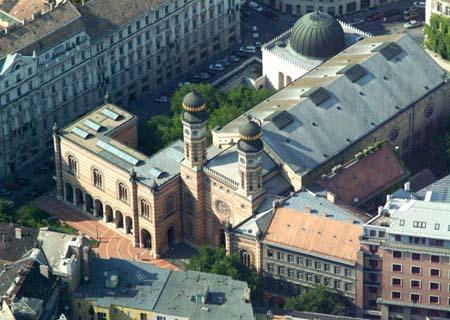
La Gran Sinagoga de Budapest, en Erzsébetváros, el barrio judío de Pest.
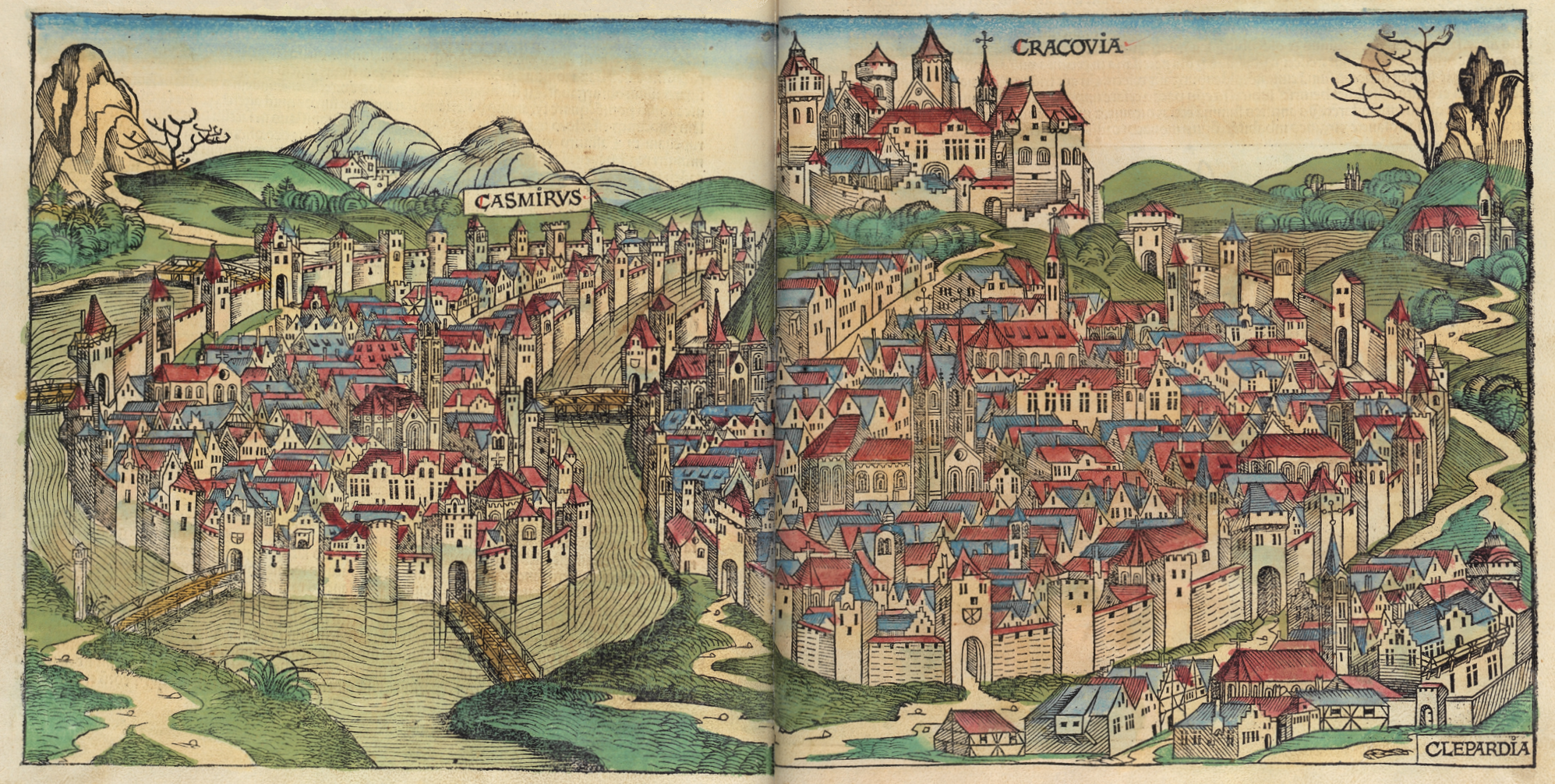
Casmirus (Kazimierz), el barrio judío de Cracovia, en un grabado del siglo XV.
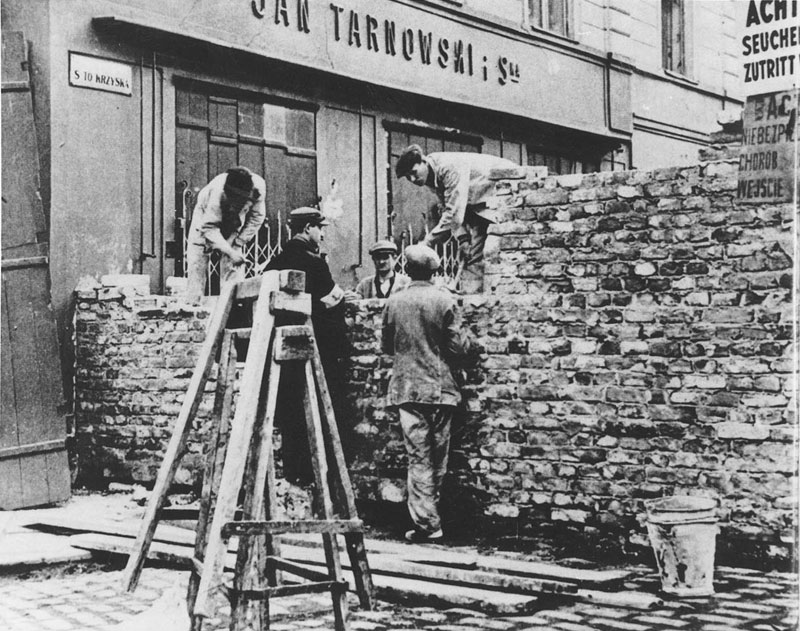
Levantamiento del muro del Gueto de Varsovia en 1940.
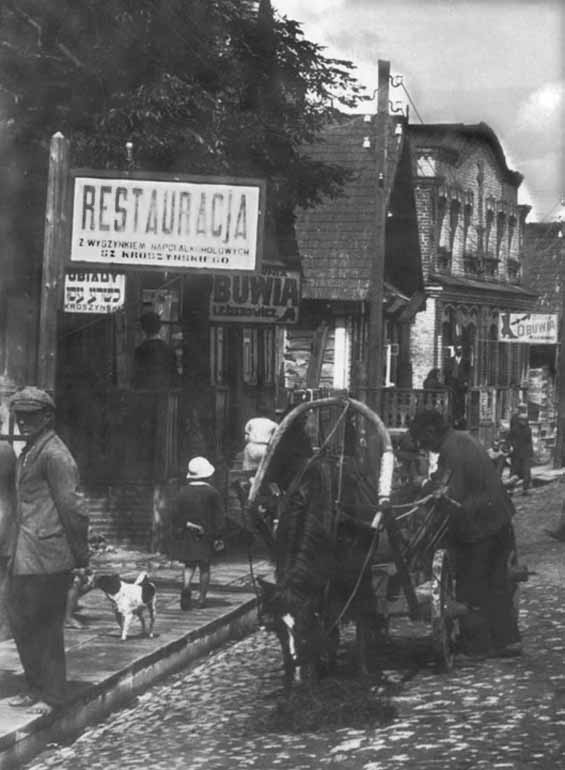
Ulica Żydowska ("calle de los judíos"), en Zdzięcioł (Zhetel en yidish), hoy Dzyatlava (Bielorrusia), convertida en gueto durante la ocupación alemana en la Segunda Guerra Mundial.

En Bucarest una numerosa comunidad judía, que huía de los pogromos rusos de finales del siglo XIX, se estableció en el barrio de Văcărești, que posteriormente (en 1941) fue objeto de un episodio antisemita a manos de la Guardia de Hierro. Toda la zona fue completamente remodelada en época de Ceacescu.

### Barrios judíos en el antiguo Imperio Otomano
El Imperio Otomano fue un lugar de refugio de la comunidad sefardí, que se estableció masivamente en ciudades como Salónica (en la actual Grecia -continente europeo-) o Esmirna (en la actual Turquía -continente asiático-). Balat y Kuzguncuk se convirtieron en los barrios judíos de Estambul (ambos en la actual Turquía, el primero en continente europeo y el segundo en el continente asiático). En Rodas (en la actual Grecia -isla del Egeo-) el barrio judío se denomina, en judeoespañol, La Djudería.

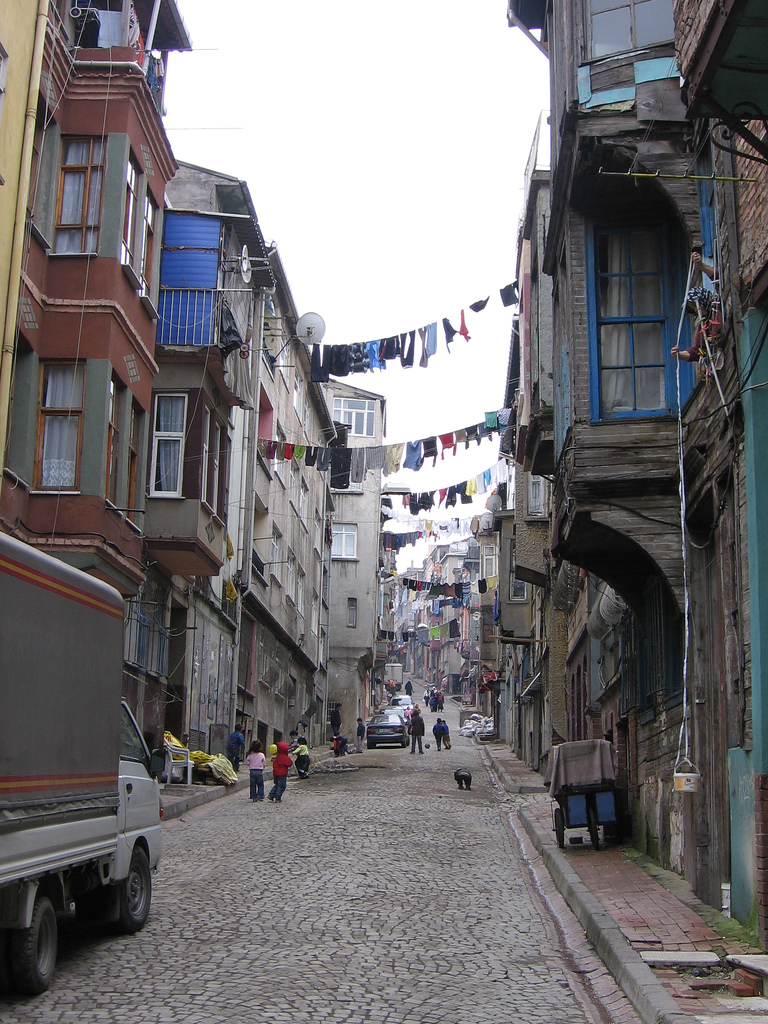
Calle en Balat.
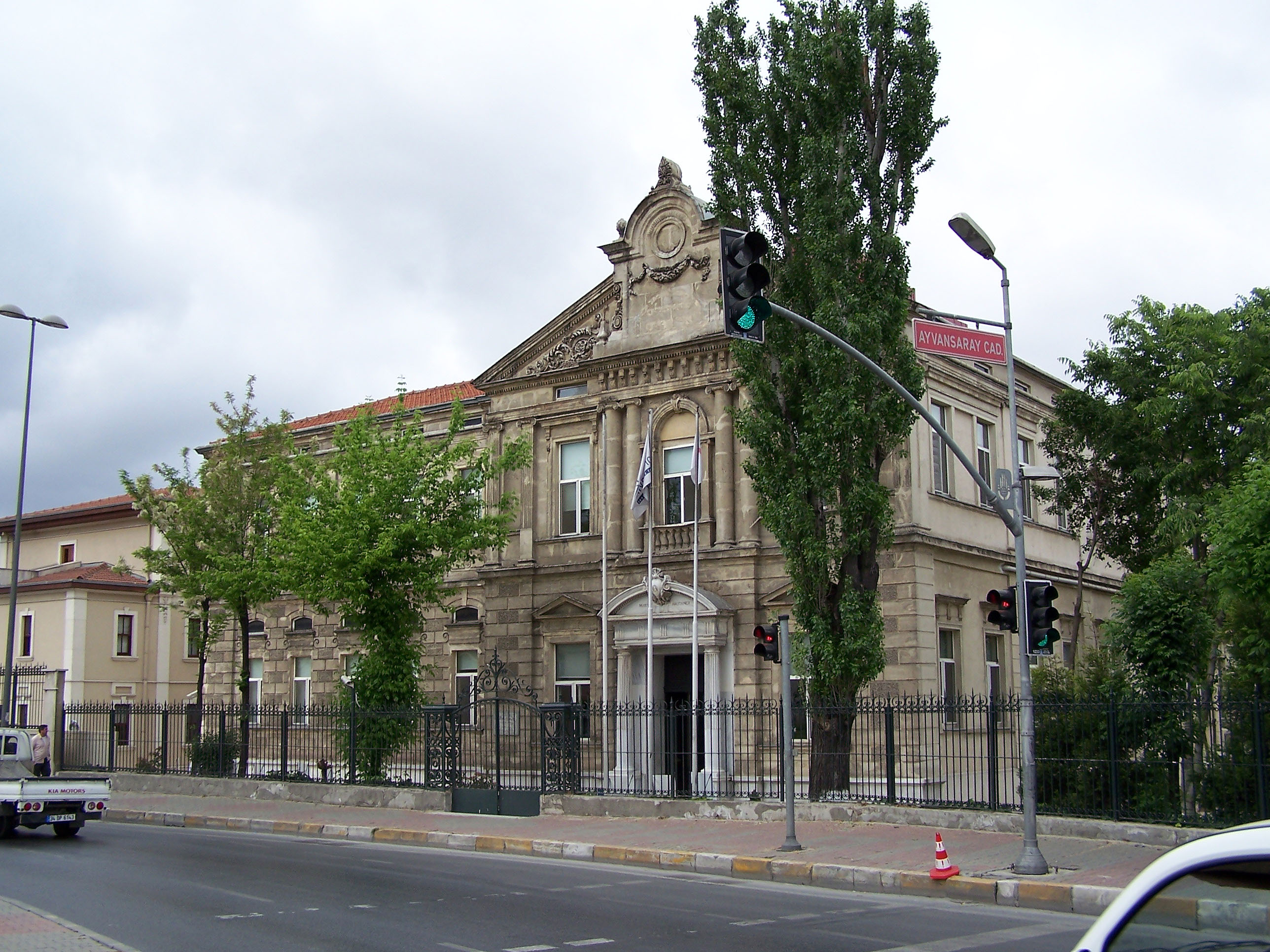
Hospital judío en Balat.
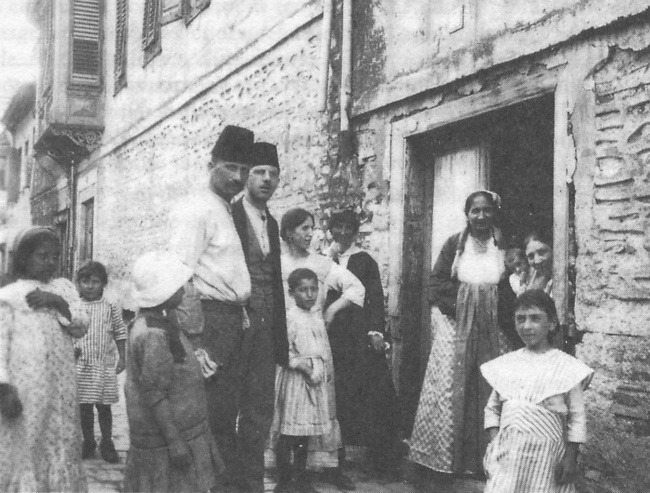
Calle judía de Salónica en 1917.
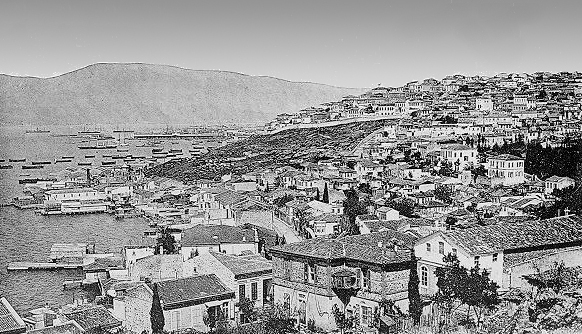
Karataş (en griego Melantia), el barrio judío de Esmirna, hacia 1900.

### Barrios judíos de París y Londres

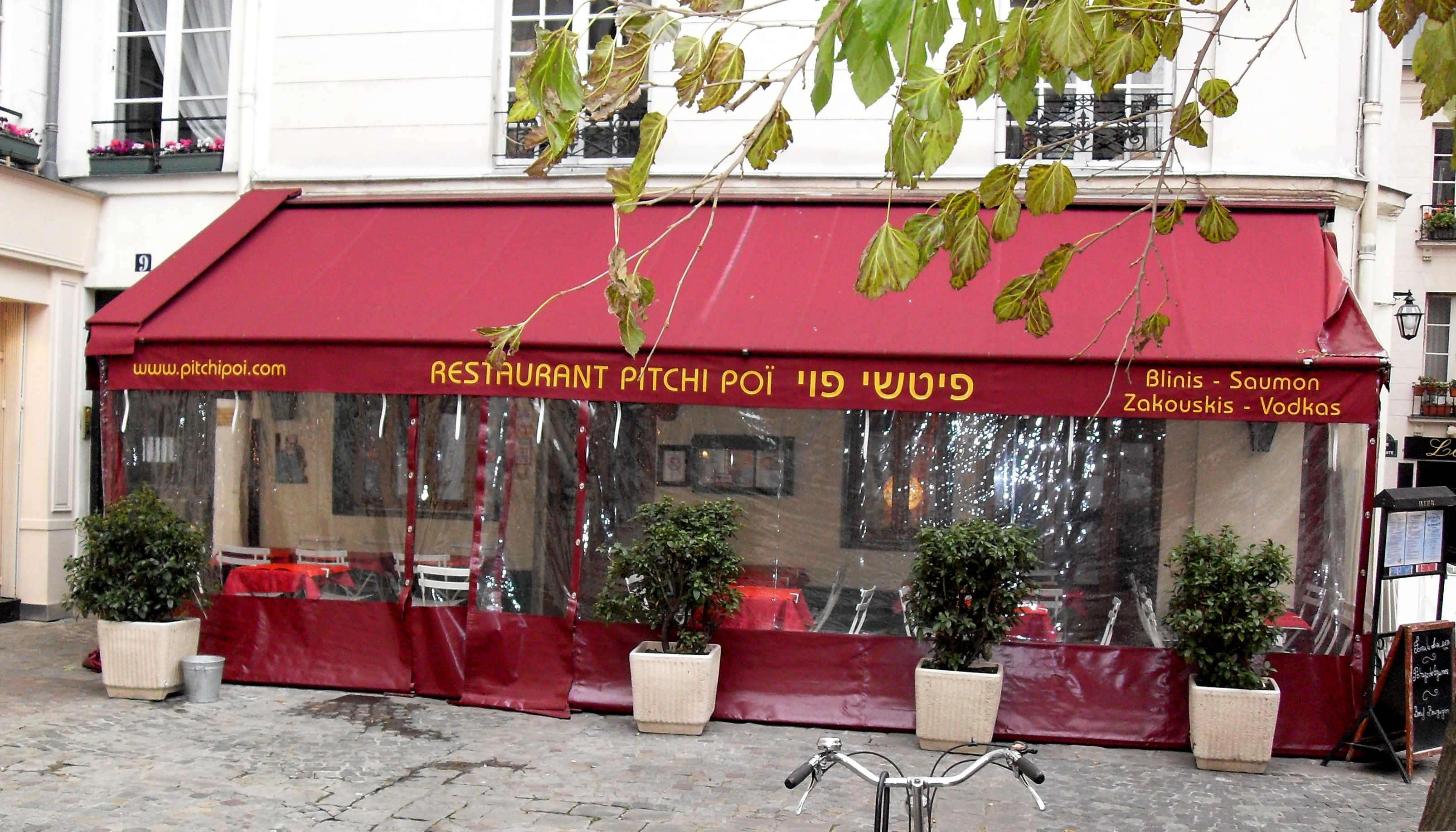
Restaurante judío en el barrio de Pletzl (Le Marais) de París, considerado el barrio judío de esa ciudad.
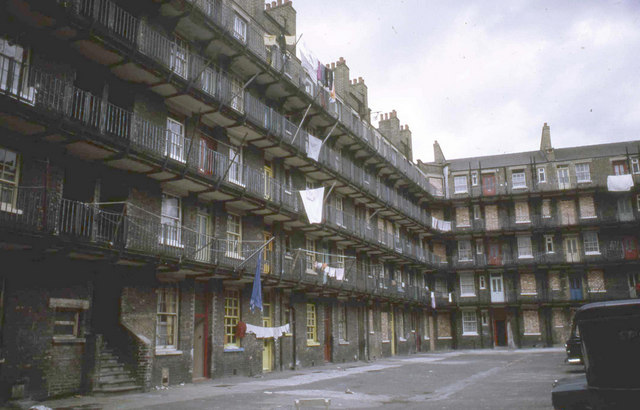
Lolesworth Buildings en el barrio de Whitechapel de Londres, ocupado masivamente por inmigrantes judíos hacia la época de su construcción (1885).
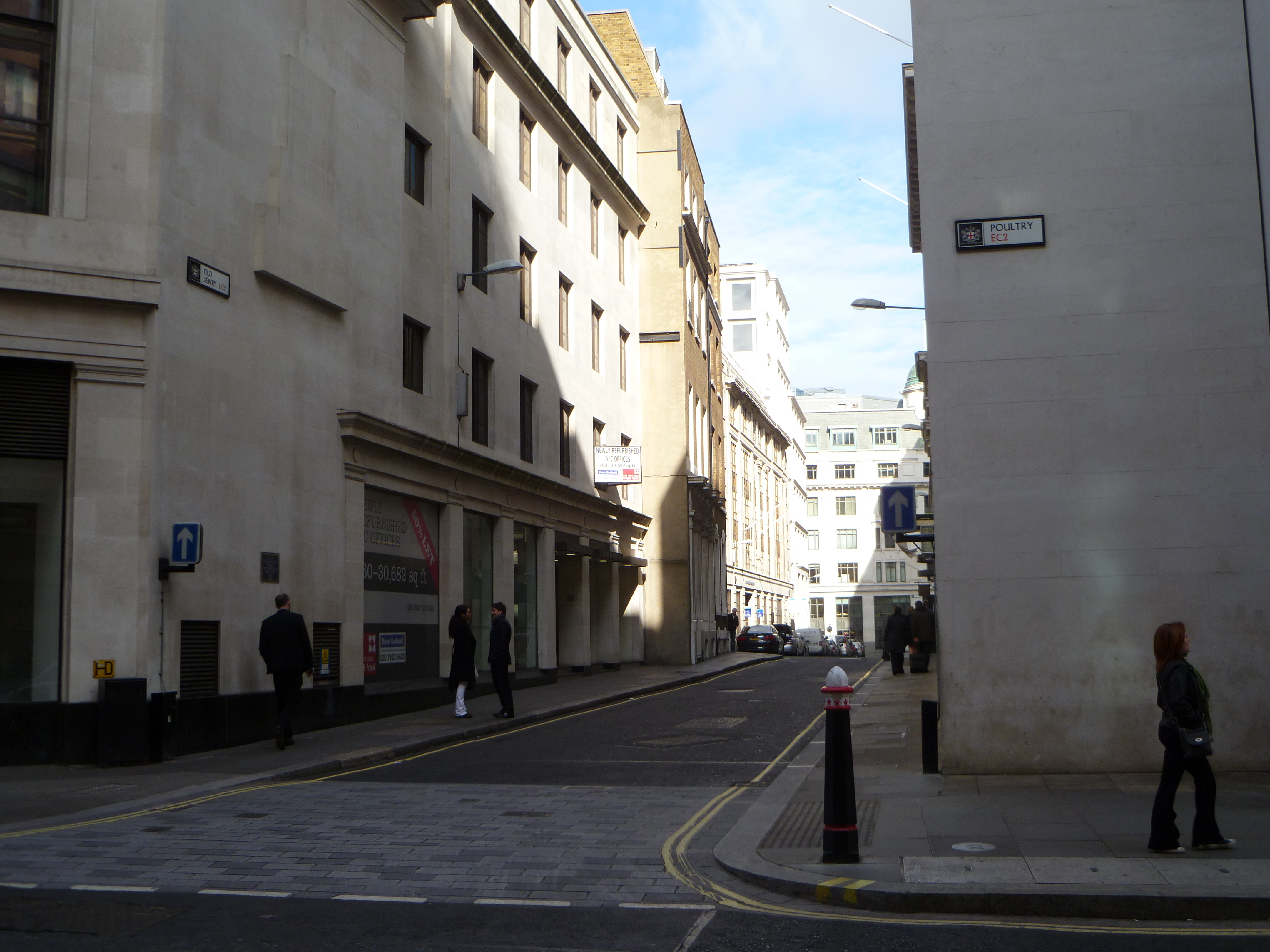
Old Jewry ("vieja judería") en la City de Londres (el distrito financiero en pleno centro histórico de la capital).

En otras ciudades francesas hay también barrios judíos notorios: Saint-Seurin en Burdeos, La Juiverie de Fourvière y La Guillotière en Lyon, La Carrière-des-Juifs y Mont-Juif (o Montjusieu en Marsella, etc).
En el Reino Unido hay barrios judíos en Winchester (Jewry Street) y otras ciudades.

## Barrios judíos en las ciudades del Norte de África
En Marruecos los barrios judíos son denominados mellah (ملاح) y en Túnez hara (معبد).
Hay importantes mellah en Marrakech, Tetuán y Fez.
Al Abasia es el barrio judío de El Cairo. Muy destacada fue la sinagoga de Maimónides. El barrio judío de Alejandría fue el más importante desde la época ptolemaica y romana.
Véase también Historia de los judíos en Marruecos, Historia de los judíos de Argelia, Historia de los judíos en Túnez e Historia de los judíos en Egipto.

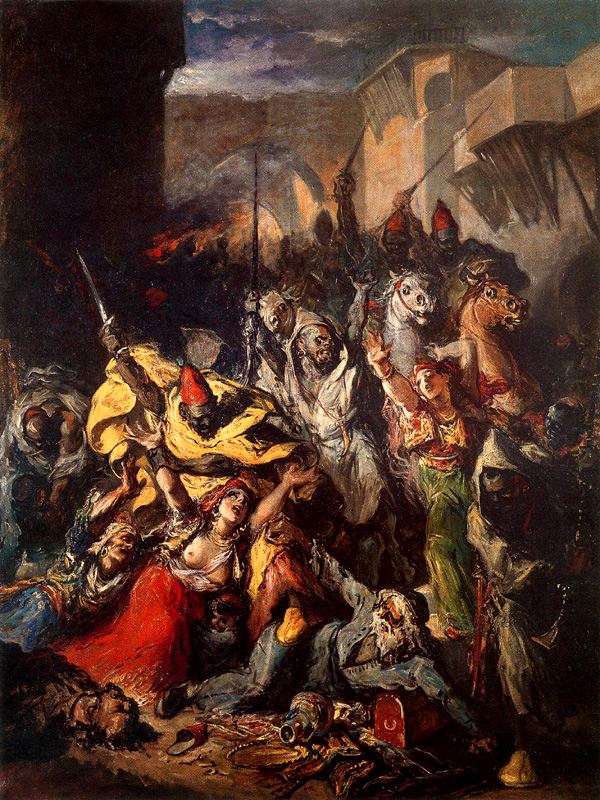
Asalto al barrio judío de Tánger, por Francisco Lameyer.
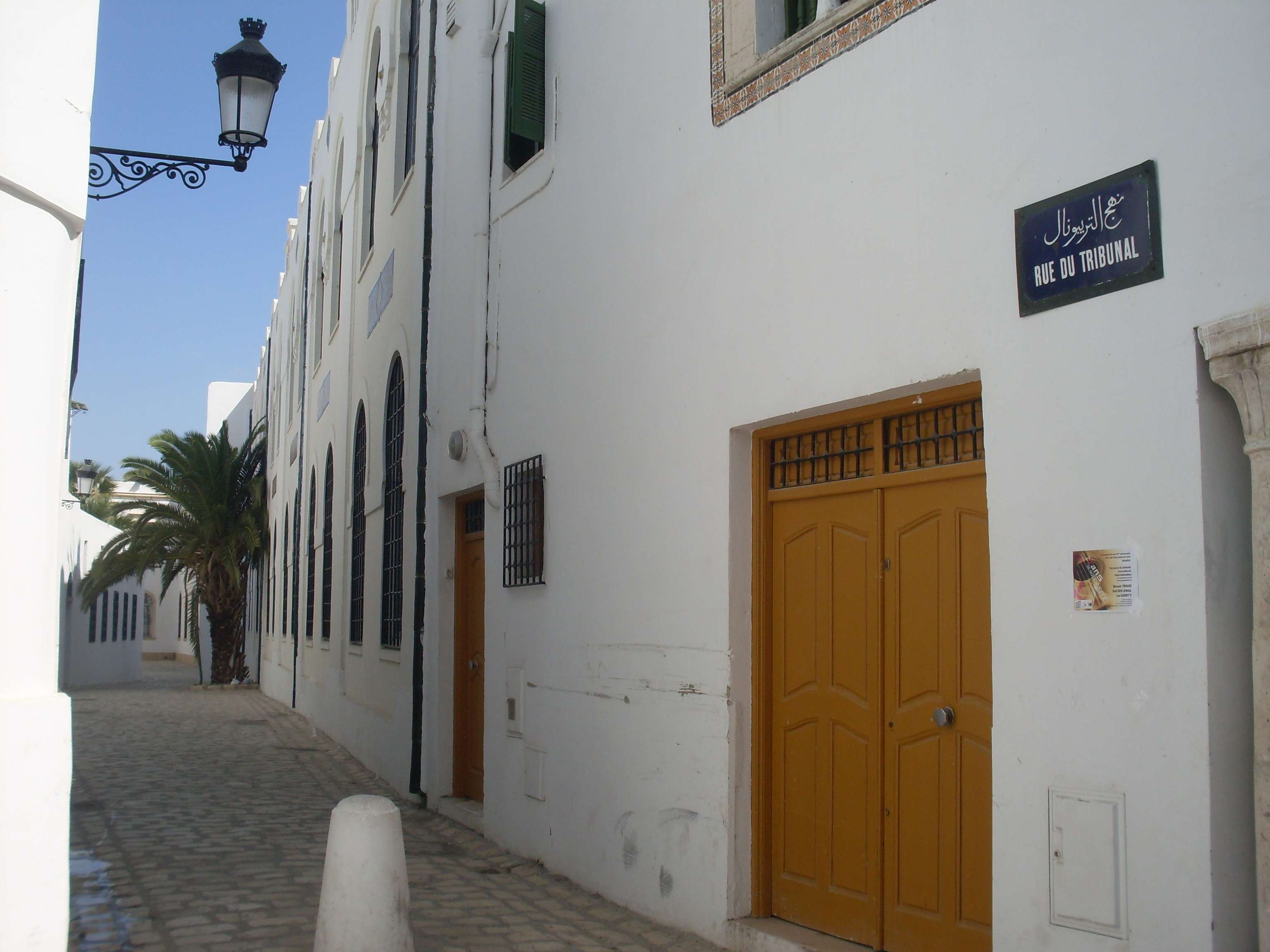
Barrio de Hafsia o Hara en la Medina de Túnez, que fue el barrio judío desde el siglo X hasta mediados del siglo XIX.
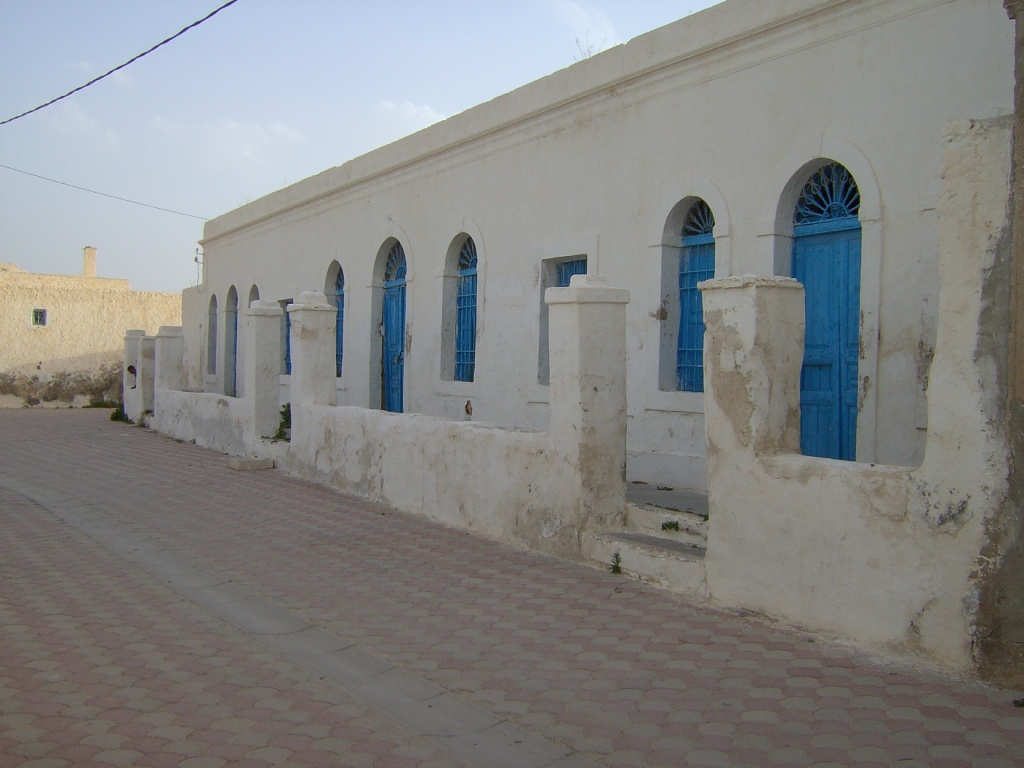
Yechiva Dighet, antigua sinagoga de Hara Seghira ("pequeña judería", antiguamente llamada D’jirt y hoy Er Riadh), en Djerba.

## Barrios judíos en las ciudades de América

### Hispanoamérica

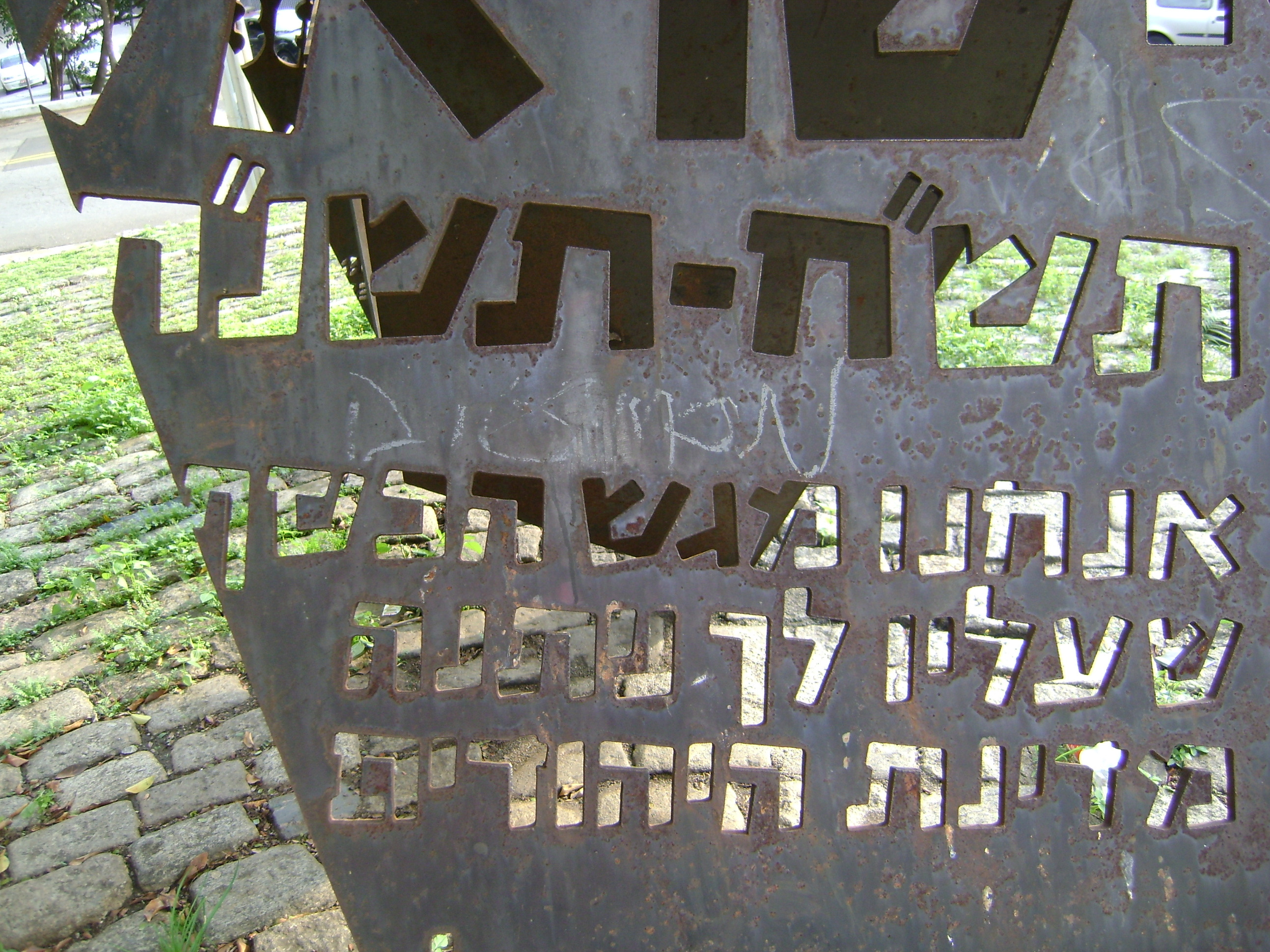
Monumento con escritura en hebreo en el barrio Higienópolis de São Paulo.

En los siglos XX y XXI, aún con la inmigración judía a México, el término "judería" prácticamente no es empleado, sino que se hace referencia a la colonia administrativa de la ciudad con más densidad judía, las cuales son colonias de usual explotación; por ejemplo, "la colonia Polanco", de la Ciudad de México, es considerada una colonia donde actualmente reside la mayoría de la población judía; mas a mediados del siglo XX, pudo ser otra la colonia con más densidad, dígase, "la colonia Condesa"; la palabra judería es inicialmente europea.

#### Venezuela
De manera semejante, en Caracas la emigración judía se ha concentrado en la Parroquia San Bernardino, donde arribaron los inmigrantes primeramente, para luego además instalarse en otras zonas de la capital venezolana, como La Florida, Los Chorros y Sebucán.

#### Argentina
En Argentina, uno de los barrios con mayor representación judía es Balvanera dentro del cual se encuentra el Once, en Buenos Aires.

#### Chile
En Chile, la presencia judía es fuerte en el Barrio Quinchamalí de la comuna de Las Condes, en la zona precordillerana de Santiago de Chile. En ese sector, hay varias sinagogas, mientras que la Gran Sinagoga de Chile se construyó en el pueblo Lo Barnechea, en su cercanía. El Instituto Hebreo Dr. Chaim Weizmann o el lugar donde se entrena el Betar Tagar también se encuentran allí.

#### Uruguay
En Uruguay, la comunidad judía tiene mayor presencia en la capital, Montevideo. Tradicionalmente, el barrio Villa Muñoz es conocido como "barrio de los judíos" debido a que allí se asentaron un número elevado de azquenazíes a inicios del siglo XX, instalando sinagogas y escuelas judías, lo que convirtió a la zona en el núcleo de la comunidad judía del país. No obstante, con el paso de los años, una parte considerable de la población judía se ha establecido en los barrios costeros de Pocitos y Punta Carretas.

### Barrios judíos de Nueva York
La ciudad de Nueva York es la que concentra una mayor población judía, mayor incluso que la de las ciudades de Israel. Los barrios identificados como judíos (especialmente en la época de la inmigración masiva) están en algunas partes de Manhattan y Brooklyn.
Véase Historia de los judíos de Nueva York. Historia de los judíos en Estados Unidos.